# Olcsó Könyvtár (Franklin Társulat)

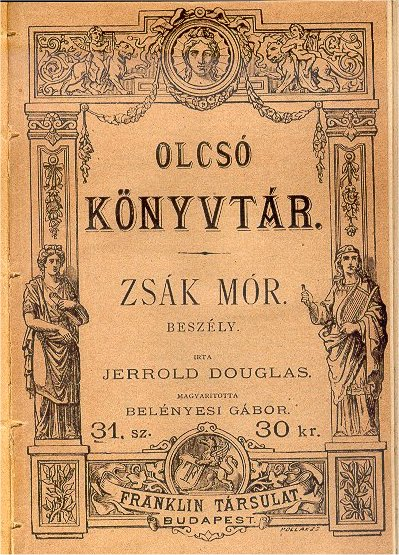
Jerrold Douglas: Zsák Mór

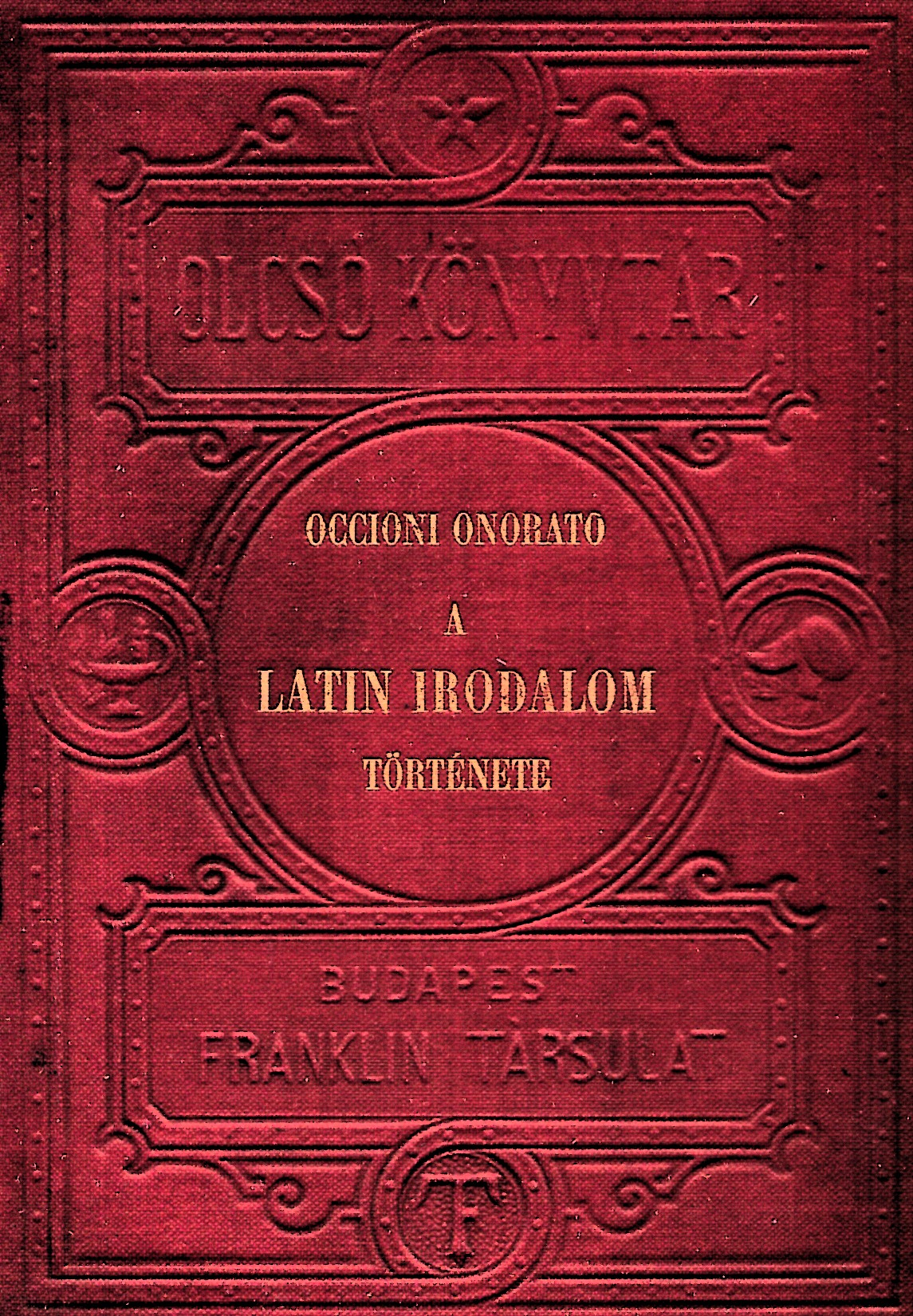
Occioni Onorato: A latin irodalom története

Az Olcsó Könyvtár két nagyrészt – de nem teljesen – szépirodalmi magyar könyvsorozat volt a 19. század végén és a 20. század elején. Kiadója a Franklin Társulat volt. 

## Története
A 19. század második felében egyre-másra kezdtek megjelenni a magyar könyvsorozatok. Ezek egyike volt a neves irodalomtörténész-kritikus Gyulai Pál (1826–1909) által 1875-ben megindított Olcsó Könyvtár. Gyulai kortársaitól abban tért el, hogy a lehető legszélesebb olvasóközönség számára nyomatta valóban olcsó, kis méretű, papírkötéses füzeteit. Sorozatába egyaránt beválogatott magyar és külföldi szerzőket.
Az 1890-es években Radó Antal (1862–1944) költő-műfordító-irodalomtörténész az Olcsó Könyvtár hatására saját könyvsorozatot indított Magyar Könyvtár néven. Elsősorban azért döntött új sorozat alapítása mellett, mert Gyulai elzárkózott a század végének újabb, modernebb irányzatait képviselő írók-költőinek közreadásáról saját sorozatában. Gyulai a konkurrens sorozat megindulása után megszakított minden kapcsolatot a korábban pont által felfedezett Radóval.

## Témakörök
A füzetek témakör szerint elég széles spektrumon mozogtak. Elsősorban ugyan magyar- és külföldi szépirodalmi műveket bocsátottak az olvasóközönség részére, azonban számos füzet egyéb területet mutatott be:
- szépirodalom – epika
- szépirodalom – líra
- szépirodalom – dráma
- néhány szerzős szépirodalmi kisantológiák
- szónoklatok, beszédek
- levelezések
- irodalomtörténet, műkritika
- életrajzok
- filozófiai részletek
- útleírások, úti képek
- egyéb tudományos irodalom (történelem, művészettörténelem, pedagógia)

## Kiállítása
A kötetek tulajdonképpen rövid, kis méretű papírra nyomott 50-120 oldalas füzetek voltak – hasonlóan az Olcsó Könyvtár részeihez. A borító kialakításánál a kiadó figyelt az igényességre és az esztétikumra. A borító világosbarna papírra nyomott görög művelődéstörténeti képeket tartalmazó díszes keretből (kétoldalt egy-egy nőalak, felül domborműves gerenda, közepén női fej, alsó lécen sárkányos-„FT”-s ligatúrás címerkép elé, szalagdíszre a kiadó neve és a kiadás helye), illetve középen üres mezőből állt. Ide került felülre a sorozat neve nagybetűs felirattal, alá a kötet címe, írója, legalul pedig a sorozat száma, és a kötet ára.
Olykor vászonkötéses példányok is megjelentek (ld. oldalt Occioni Onorato: A latin irodalom története)

## I. sorozat
- 1. Csokonai Vitéz Mihály. Dorottya, vagyis a dámák diadalma a farsangon. (108 l.)
- 2. Bret Harte kaliforniai beszélyei. Angolból ford. Belényesi Gábor. (138 l.)
- 3. Kölcsey Ferencz elbeszélései. (118 l.)
- 4. Macaulay T. B. Machiavelli. Angolból ford. B. P. (63 l.)
- 5. Kerényi Frigyes összes költeményei. 1840–51. (232 l.)
- 6. Sandeau Gyula. A montsabreyi kastély. Beszély. Francziából ford. B. b. (12 l.)
- 7. Kármán József. Fanni hagyományai. Beszély. (80 l.)
- 8. Sollohub, gr. Előkelő világ. Orosz beszély. (138 l.)
- 9. Szigligeti Ede. Liliomfi. Eredeti vígjáték, népdalokkal, zenével, három felv. (87 l.)
- 10. Dickens Károly. Karácsoni ének. Angolból ford. Belényesi Gábor. (128 l.)
- 11. Gogol Miklós. Beszélyek az orosz életből. I. Egy köpenyeg. – II. Egy kép a régi időből. (85 l.)
- 12. Chateaubriand. Atala. Francziából ford. Csiky K. (109 l.)
- 13. Tennyson Alfréd. Király-idyllek. I. Helén. – II. Ginevra. Angolból ford. Szász Károly. (100 l.)
- 14. Macaulay T. B. Lord Bacon. Angolból ford. B. P. (185 l.)
- 15. Kemény Zsigmond. Szerelem és hiúság. Beszély. (144 l.)
- 16. Hugo Victor. Hernani. Szomorújáték öt felv. (124 l.)
- 17. Kölcsey Ferencz szónoki művei. (242 l.)
- 18. Jósika Miklós. Egy igaz ember. Beszély. (72 l.)
- 19. Conscience H. A szegény nemes. Beszély. (156 l.)
- 20. Pope S. A műbírálatról. Ford. Lukács Móricz. (47 l.)
- 21. Pálffy Albert. Egy kastély az erdőben. (45 l.)
- 22. Boissier Gaston. Virgil. (99 l.)
- 23. Sollohub, gr. Gyógyszerészné. (84 l.)
- 24. Macaulay T. B. Milton. (80 l.)
- 25. Goethe. Iphigenia Taurisban. Dráma öt felv. Ford. Kis János. (99 l.) 1876
- 26. Beaumarchais. Figaro házassága vagy egy napi bolondság. Vigjáték 5 felvonásban. Ford. Paulay Ede. (240 l.) 1876
- 27. Gyulay Pál. A vén szinész. Beszély. (87 l.) 1876
- 28. Stifter Adalbert. Brigitta. Beszély. Németből ford. B. J. (82 l.) 1877
- 29. GauthierTh. A lélekcsere. Regény. Francziából ford. Szekula Gyula. (14 l.) 1877
- 30. Macaulay T. B. Byron. Angolból ford. B. P. (53 l.) 1877
- 31. Jerrold Douglas. Zsák Mór. Magyaritotta Belényesi Gábor. (112 l.) 1877
- 32. Eynaud A. Ferizade dala. Beszély. Francziából ford. Huszár Imre. (57 l.) 1877
- 33. Czuczor Gergely népies költeményei. (111 l.) 1877
- 34. Prescott H. E. Schäffer Magdalena. Beszély. Angolból ford. Csukássi József. (115 l.) 1877
- 35. Sayous E. A mongolok betörése Magyarországba 1241–1242. Francziából ford. Takács István. (45 l.) 1877
- 36. Zichy Antal elbeszélései. (143 l.) 1877
- 37. Quintus Horatius Flaccus. A költészetről. Levél a Pisókhoz. Ford. Czuczor Gergely. (31 l.) 1877
- 38. Fleyter S. A magyar történetirás történelme. Sayous Ed. A magyar történelem kutforrásai. Mind a kettőt ford. ifj. Szinnyei József. (VIII, 304 l.) 1877.
- 39. Saud György. Az ördög-mocsár. Beszély. Francziából ford. Csukássi József. (102 l.) 1877
- 40. Lessing G. E. Laokoon, vagy a festészet és költészet határairól. Futólagos fejtegetésekkel az ó-kori művészet történetének egyes pontjaihoz. Ford. és bevezette Braun Zsigmond. (280 l.) 1877.
- 41. Kovács Pál. Farsangi kalandok. Beszély. (85 l.) 1877
- 42. Csokonai Vitéz Mihály. Lilla. Érzékeny dalok III könyvben. (1793–1802.) (116 l.) 1877
- 43. Mérimée Prosper. Carmen. Beszély. Ford. B. P. (79 l.) 1877
- 44. Nagy Ignácz. Tisztujitás. Vigjáték 4 felvonásban. 1842-ben akadémiai pályadijt nyert mű. (150 l.) 1878
- 45. Murray E. C. Grenville. A franczia politikai életből. Rajzok. Angolból ford. Belényesi G. és Huszár I. (296 l.) 1878
- 46. Fraknói Vilmos. II. Lajos és udvara. Történeti rajz. (70 l.) 1878
- 47. Sand György. Leoni Leó. Beszély. Ford. Visi Imre. (203 l.) 1878
- 48. Michelet Gyula. Lengyel- és Oroszország. Francziából ford. de Gerendo Antonia. (128 l.) 1878
- 49. Flegler Sándor. Kölcsey Ferencz. Németből ford. ifj. Szinnyei József. (46 l.) 1878
- 50.  Gvadányi József. Egy falusi nótáriusnak budai utazása, melyet önnön maga abban esett viszontagságaival együtt az elaludt vérű magyar szivek felserkentésére és mulatságára e versekbe foglalt. 4. kiad. (160 l.) 1878.
- 51. Plourier Ed. Beszélyek. Francziából ford. Milesz Béla. I. Az ikertestvérek. – II. Mari nevelése. – Egy hamis gyémánt értéke. – Imperia. (125 l.) 1878.
- 52. Feuillet Octav. Trécoeur Julia. Elbeszélés. Francziából ford. Csukássi József. (104 l.) 1878
- 53. Kazinczy Ferencz. Magyarországi utak. (51 l.) 1878
- 54. Tolstoj L. N. gróf. Családi boldogság. Beszély. Oroszból ford. Szentkirályi Albert. (142 l.) 1878
- 55. Kisfaludy Károly. Tihamér. Beszély. (90 l.) 1878
- 56. Flegler Sándor. Szalay László és munkái. Ford. ifj. Szinnyei József. (280 l.) 1878
- 57. Szigligeti Ede. Magyar szinészek életrajzai I. Kántorné. – II. Megyeri Károly. – III. Szentpétery Zsigmond. – IV. Fáncsy Lajos. – V. Bartha János. – VI. Lendvay Márton. – VII. Egressy Gábor. – VIII. Szilágyi Pál. (159 l.) 1878.
- 58. Vasiliadis Sz. N. Galátea. Dráma 5 felvonásban. Ujgörögből ford. Kállay Béni. (71 l.) 1878
- 59. Dayka Gábor költeményei. (112 l.) 1879
- 60. Kazinczy Ferencz. Bácsmegyeinek gyötrelmei. Bevezetéssel és jegyzetekkel Heinrich Gusztávtól. (176 l.) 1878
- 61. Gogol Miklós. Bulyba Tárász. Beszély. Oroszból ford. Almási László. (168 l.) 1878
- 62. Kisfaludy Károly. Szomorujáték 5 felvonsában. (133 l.) 1878
- 63. Zsilinszky Mihály. Kupeczky János. (72 l.)
- 64. Körner Tivadar. Zrinyi. Szomorujáték. Ford. Szemere Pál. Körner Zrinyijéről. Birálat. Irta Kölcsey Ferencz. (199 l.) 1879.
- 65. Csokonai Vitéz Mihály. Ódák. Két könyvben. (1794–1804.) (84 l.) 1879
- 66. Andersen. Regék és mesék. Ford. Milesz Béla. (122 l.) 1879
- 67. Kisfaludy Károly. Tollagi János viszontagságai. Beszély. (213 l.) 1879
- 68. Ouida. Egy pár kis faczipő. Beszély. Ang. ford. Belényesi Gábor. (236 l.) 1879
- 69. Theuriet. A Buzavirágék háza. Beszély. Francziából ford. Ujkéri. (149 l.) 1879
- 70. Schiller. Mózes küldetése. Ford. Jurany Gusztáv. (35 l.) 1879
- 71. Taine H. Az eszmény a művészetben. Francziából ford. Harrach József. (144 l.) 1879
- 72. Lessing Gotthold Ephraim. Bölcs Náthán. Drámai költemény. Németből ford. Zichy Antal. (160 l.) 1879
- 73. Beulé. Augustus családja és kora. Francziából átdolgozta Molnár Antal. (160 l.) 1879
- 74. Lindau Pál. Molière. Németből ford. Bánfi Zsigmond. (120 l.) 1879
- 75. Feuillet Octav. Egy nő naplója. Regény. Francziából ford. Fái Béla. (176 l.) 1879
- 76. Macaulay. Barère Bertrand. Angolból ford. Angyal Dávid. (134 l.) 1879
- 77. Molière. A bot-csinálta doktor. Vigjáték. Ford. Kazinczy Ferencz. (156 l.) 1879
- 78. Louis-Lande L. Camaron. Episod a mexikói háborúból. Francziából ford.Haraszti Gyula. (48 l.) 1879
- 79. Bodenstedt Frigyes. Shakespeare élete és művei. Németből ford. W. L. (170 l.) 1879
- 80. Mérimée Prosper. Colomba. Beszély. Francziából ford. Szenvey József. (219 l.) 1879
- 81. Berzsenyi Dániel versei. 6. kiad. (268 l.) 1879
- 82. Kisfaludy Károly. Csalódások. Vigjáték 4 felvonásban. (80 l.) 1879
- 83. Arago és Vermond. Az ördög naplója. Vigjáték. Francziából ford. Egressy Benjamin. (100 l.) 1879
- 84. D’Haussonville. Sand György. Francziából. (191 l.) 1879
- 85. Teleki László gróf. Kegyencz. Szomorújáték. (200 l.) 1879
- 86. Heyse Pál. A grófi kastélyban. Beszély. Németből ford. Halasi Aladár. (95 l.) 1879
- 87. Musset Alfréd. Ne fogadj fel soha semmit. Vigjáték. Francziából ford.Paulay Ede. (88 l.) 1879
- 88. Uchard Mario. Jean csillaga. Beszély. Francziából ford. Fáy J. Béla. (239 l.) 1879
- 89. Bulwer Edvard. A jövő nemzedéke. Regény. Angolból ford. Fái J. Béla. (324 l.) 1879
- 90. Karr Alfonz. A normandiai Penelope. Regény. Francziából ford. Fái Béla. (258 l.) 1879
- 91. Pulszky Ferencz. Eszmék Magyarország története philosophiájához. (111 l.) 1879
- 92. Macualay T. B. A pápaság. Angolból ford. B. P. (63 l.) 1879
- 93. Mészáros Ignácz. Kartigám. Regény. 5. kiad. Bevezetéssel és jegyzetekkel Heinrich Gusztávtól. (431 l.) 1879
- 94. Amerikai nők. Rajzok és beszélyek. Angolból ford. György Aladár. (218 l.) 1880
- 95. Kölcsey Ferencz versei. 5. kiad. (304 l.) 1880
- 96. Zschokke Henrik. A szegény viltshirei lelkész naplójából. Beszély. Németből ford. Sz. M. (98 l.) 1880
- 97. Kont Ignácz. Aristophanes. (151 l.) 1880
- 98. Cherbuliez Victor. A pépi király. Elbeszélés. Ford. Berényi L. (116 l.) 1880
- 99. Hugo Károly. Bankár és báró. Szomorújáték. (108 l.) 1880
- 100. Szilágyi Sándor. Történeti rajzok. (247 l.) 1880
- 101. Csengery Antal. A magyar közoktatás és közmivelődés némely főbb kérdéseiről. (241 l.) 1880
- 102. Vautier György. A keresztanya. Francziából ford. Márkus Miklós. (150 l.) 1880
- 103. Kisfaludy Károly versei. (226 l.) 1880
- 104. Bérczy Károly. A gyógyult seb. Beszély. (102 l.) 1880
- 105. Gaius Valerius Catullus versei. Ford. Csengery J. (152 l.) 1880
- 106. Szigligeti Ede. A trónkereső. Szomorujáték. (103 l.) 1880
- 107. Theophrastus jellemrajzai. Ford. Hunfalvy J. (47 l.) 1880
- 108. Gyulai Pál. Báró Eötvös József. Emlékbeszéd. (36 l.) 1880
- 109. Lamartine. Heloïse és Abelard. Ford. Erhardt. (55 l.) 1880
- 110. Olasz beszélyek. Irták Barilli, Ghislanzoni és Sara. Olaszból ford. Huszár I. és Mócs Zsigmond. (234 l.) 1880
- 111. Augiev Emil. A Fourchamboult család. (178 l.) 1880
- 112. Pálffy Albert. A szebeniház. Beszély. (95 l.) 1880
- 113. Tennyson Alfred. Arden Enoch. Angolból Jánosi G. (40 l.) 1880
- 114. Turgenyev Iván. Tavaszi hullámok. Regény. Oroszból forditotta Timkó Iván. (222 l.) 1880
- 115. Salvatore Flavina. Két szerelem. Regény. Olaszból forditotta Nyitray József. (178 l.) 1880
- 116. Goethe F. Hermann és Dorottya. Ford. Hegedüs István. (8 l.) 1881
- 117. Pálffy Albert. Az itélőmester leánya. Történeti beszély. (182 l.) 1881
- 118. Macaulay T. B. Nagy Frigyes. Angolból ford. Szentkirályi Móricz. (128 l.) 1881.
- 119. Theuriet. Veronika asszony. Beszély. Francziából ford. Ujkéri. (131 l.) 1881
- 120. Puskin Sándor. Anyégin Eugén. Regény versekben. Oroszból ford. Bérczy K. Második kiadás. (280 l.) 1881
- 121. Beaumarchais. A sevillai borbély. Vigjáték. Francziából forditotta Paulay Ede. (143 l.) 1881
- 122. Szalay L ászló. Miraebau. (181 l.) 1881
- 123. Gaal József. A peleskei nótárius. Bohózat három szakaszban négy felvonással. Negyedik kiadás. (158 l.) 1881
- 124. Csokonai Vitéz Mihály. Békaegérhacz. Irta Homer. Általöltöztetve a Blumauaer módja szerint. (1791.) (47 l.) 1881
- 125. Kisfaludy Károly. A kérők. Vigjáték. (96 l.) 1881
- 126. Collins Vilmos. Sophokles. Angolból ford. Kont I. (184 l.) 1881
- 127. Daudet Ernő. A férj. Regény. Francziából ford. Luby Gyula. (281 l.) 1881
- 128. Spielhagen Frigyes. Az utolsó órában. Elbeszélés. Németből ford. Halasi Aladár. (162 l.) 1881
- 129. Kisfaludy Sándor összes regéi I. (423 l.) 1881
- 130. Kisfaludy Sándor. Összes regéi. II. (351 l.) 1881
- 131. Kochanovszkyné. Szeretett. Orosz beszély. Ford. Timkó István. (139 l.) 1881
- 132. Poole János. Pry Pál. Vigjáték. Angolból ford. Csiky Gergely. (152 l.) 1881
- 133. Andersen János Keresztély. Képeskönyv képek nélkül. Dánból ford. Schaubach Gyula. (55 l.) 1881
- 134. Gombos Imre. Az esküvés. Szomorujáték. 2. kiad. (XXI, 171 l.) 1881
- 135. Szentjóbi Szabó László. Mátyás király vagy a nép szeretete jámbor fejedelmek jutalma. Nemzeti érzékenyjáték. 3. kiad. (XXI...
- 136. Pulszky Ferencz. Martinovics és társai. (80 l.) 1881
- 137. Forster Arnold Florence. Deák Ferencz. Életrajz. Angolból ford. Pulszky Ágost. (319 l.) 1881
- 138. Bessenyey György. A Philosophus. Vigjáték 3 felv. 2. kiad. (XXIV, 133 l.) 1881
- 139. Ébelot Alfréd. Casaux András. Rajz a délamerikai pampaszokból. Ford. Kárffy Titusz. (127 l.) 1882
- 140. Hugó Viktor. Borgia Lucretia. Dráma. Ford. Szász Károly. (131 l.) 1882
- 141. Tennyson Alfréd. Költői beszélyek. Ford. Csukássy József. (117 l.) 1882
- 142. Goldoni Károly. A hazug. Vigjáték. Olaszból ford. Radó Antal. (182 l.) 1882
- 143. Delpit Albert. Odette házassága. Regény. Ford. Fái J. Béla. (240 l.) 1882
- 144. Taylor Tamás. Barátságból. Vigjáték. Ford. Csiky Gergely. (71 l.) 1882
- 145. B. Feuchtersleben Ernő. Adalék a lélek életrendjéhez. Ford. dr. Klekner Alajos. (199 l.) 1882
- 146. Augier E. és Sandeau Gy. Porrier ur veje. Szinmü. Ford. Haraszti Gyula. (155 l.) 1882
- 147. Gozlan Leo. Három ara egy koronára. Beszély Francziából ford. Sz. E. (59 l.) 1882
- 148. Suonio. A hold regéi. Finnből ford.Vikár Béla. (34 l.) 1882
- 149. Orosz beszélyek. Irták Puskin S., Gogoly M. Krylov J. és Dosztrjenszky F. Ford. Csopey László. (447 l.) 1882
- 150. Fáy András. Érzelgés és világ folyása. Beszély levelekben. (1824.) Harmadik kiad. (127 l.) 1882
- 151. Lever Károly. Viharban. Regény, angolból forditotta György Aladár. (308 l.) 1882
- 152. Leyouvé Ernő. Beatrix. Szinmü. Ford. Feleky József. (188 l.) 1882
- 153. Csiky Gergely. Az első és második. Elbeszélés. (156 l.) 1882
- 154. Malot Hector. Pompon. Regény. Francz. ford. Sz. F. (444 l.) 1882
- 155. Berczik Árpád. Az igmándi kispap. Népszinmü. (160 l.) 1882
- 156. Kisfaludy Károly. A pártütők. Vigjáték 3 felv. (63 l.) 1883
- 157. Gyulai Pál. Szilágyi és Hajmási Költői beszély. (29 l.) 1883
- 158. Bernardin de Saint-Pierre. Pál és Virginia Francziából. ford. Ács Zsigmond. (144 l.) 1883
- 159. Kemény Zsigmond. Élet és irodalom. (123 l.) 1883
- 160. Petőfi Sándor beszélyei. (96 l.) 1883
- 161. Le Sage. A sánta ördög. Ford. Varga Bálint. (360 l.) 1883
- 162. Dugonics András följegyzései. (142 l.) 1883
- 163. Gréville Henrik. Árulás. Regény. Ford. Huszár I. (375 l.) 1883
- 164. Schiller. Wallenstein halála. Ford. Hegedüs I. (245 l.) 1883
- 165. Balzac Honoré. Grandet Eugénia. Ford. Toldy L. (297 l.) 1883
- 166. Kölcsey Ferencz országgyülési naplója. 1832–33. (346 l.) 1883
- 167. Csiky Gergely. Anna. Dráma egy felvonásban. (44 l.) 1883
- 168. Klapp Mihály. Rosenkranz és Güldenstern. Vigjáték 4 felvonásban. Ford. Csiky Gergely. (165 l.) 1883
- 169. Goldsmith Olivér. A wakefieldi pap. Ford. Ács Zsigmond. (283 l.) 1883
- 170. Petőfi Sándor. A helység kalapácsa. Hősköltemény 4 énekben. 7. kiadás. (52 l.) 1883
- 171. A magyar emigratio mozgalmai 1859–1862. Kossuth emlékiratai nyomán. (107 l.) 1883
- 172. Turgenyev. Költemények prózában. Ford. Csopey L. (84 l.) 1884
- 173. Coppe Ferencz. Kisebb szinmüvek. Ford. Csiky G. (79 l.) 1884
- 174. Fáy András. A külföldiek. Vigjáték 2 felv. (56 l.) 1884
- 175. Roscher Vilmos. A nemzetgazdaság viszonya a klassikai ókorhoz. Ford. M. (47 l.) 1884
- 176. Theuriet. A hableány. Beszély. ford. Sz. E. (120 l.) 1884
- 177. Gaskellné. Cranford. Regény. Ford. Belényesi G. (424 l.) 1884
- 178. Ebers György. Egy szó. Regény. Ford. Kacziány G. (424 l.) 1884
- 179. Malot Hector. A szépség vonzereje. Ford. Sz. E. (413 l.) 1884
- 180. Wieland. Abdériták. Ford. Farkas Albert. (512 l.) 1884
- 181. Gyöngyösi István. Ének Thököly Imre és Zrinyi Ilona házasságáról. (114 l.) 1884
- 182. About Edmund. A csonka fülü ember. Regény. Francziából ford. Fái J. Béla. (250 l.) 1885
- 183. Neményi Ambrus. A franczia forradalom hirlapjai és hirlapirói. (80 l.) 1885
- 184. Bobileau. A költészetről. Tanköltemény 4 énekben. Francziából ford. Erdélyi János. (74 l.) 1885
- 185. Picard. Két házaspár. Vigjáték 3 felv. Francziából ford. Csiky Gergely. (56 l.) 1885
- 186. Dugonics András. Kún László. Szomoru történet négy szakaszban, melyet (1794-ben) a magyar játékszinre alkalmaztatott. 2. k...
- 187. Turgenyev Szergejevics Iván. Egy vadász iratai. Oroszból ford. Csopey László. (616 l.) 1885
- 188. Theurist A. Aurélia néni. Regény. Francziából ford. P. L. (336 l.) 1885
- 189. Wiszloczky Henrik dr. Az eredeti czigány népköltészet. Gyüjtötte és ford. W. H. (70 l.) 1885
- 190. Longfellow Henrik. Hiavata. Amerikai indus hitrege. Angolból ford. Tamásfi Gyula. (224 l.) 1886
- 191. Kazinczy Gábor. Emlékbeszéd Szemere Pál felett. (61 l.) 1885
- 192. Moncrieff. A szégyenlős. Vigjáték 2 felv. Angolból ford. Csiky Gergely. (61 l.) 1885
- 193. Elliot György. A raveloei tanács. (Silas Marner.) Regény. Angolból ford. Kacziány Géza. (304 l.) 1885
- 194. Berczik Árpád. Nézd meg az anyját. Vigjáték 3 felv. (121 l.) 1885
- 195. Concha Győző. A kilencvenes évek reformeszméi és előzményeik. Irodalomtörténeti vázlat. (243 l.) 1885
- 196. Augier. A bürök. Vigjáék 2 felvonásban. Francziából ford. Porényi István. (83 l.) 1885
- 197. Gervinus G. G. Bevezetés a tizenkilencedik század történetébe. Németből forditotta Rózsaági Antal. (277 l.) 1886
- 198. Olasz költőkből. Forditotta Radó Antal. (216 l.) 1886
- 199. Cicero M. Tullius. Laelius a barátságról. Latinból forditotta Némethy Géza. (67 l.) 1886
- 200. Goethe. Berlichingeni Gottfired, a vaskezű, dramatizált története. Németből forditotta Balla Mihály. (274 l.) 1886
- 201. Pellico Silvio. Börtöneim. Olaszból forditotta Erdélyi Károly. (271 l.) 1886
- 202. Taine Hippolit Adolf. Az olasz művészet bölcselete. Franciából forditotta Kádár Béla. (112 l.) 1886
- 203. Ilosvai Selymes Péter. A hirneves Tholdi Miklósnak jeles cselekedeteiről és bajnokságáról való história. Bevezette és jegy...
- 204. Gregorovius Ferdinánd. A pápák siremlékei. A pápaság történetének határkövei. Németből forditotta Hegedüs István. (184 l.)...
- 205. Longfellow W. Henrik. Az arany legenda. Angolból forditotta Jánosi Gusztáv. (200 l.) 1886
- 206. Chateaubriand. René. Franciából forditotta Bogdánfy Lajos. (47 l.) 1886
- 207. Czuczor Gergely hőskölteményei és meséi. 2. kiadás. (179 l.) 1886
- 208. Fáy András. A mátrai vadászat. Vigjáték 3 felvonásban. (117 l.) 1886
- 209. Augier és Foussier. A szegény arszlánnők. Dráma 5 felvonásban. Franciából forditotta R. J. (XIV és 160 l.) 1886
- 210. Shakespeare. Sok zaj semmiért. Vigjáték 5 felvonásban. Angolból forditotta Ács Zsigmond. (175 l.) 1886
- 211. Constant Benjámin. Adolf. Egy ismeretlen iratai közt talált történet. Franciából forditotta és bevezetéssel ellátta dr. Bé...
- 212. Bozzai Pál irodalmi hagyományai. Kiadta Lévay József. (157 l.) 1886
- 213. Greguss Ágost. A balladáról. A Kisfaludy-Társaság által 1864-ben jutalmazott pályamű. 3. javitott s bővitett kiadás. (191 ...
- 214. Planche Gusztáv. Művészek csarnoka. (Rafael, Michel Angelo, Leonardo da Vinci.) Franciából forditotta Szász Károly. (141 l...
- 215. Tibullus elégiái. Forditotta, bevezetéssel és jegyzetekkel ellátta Csengeri János. (184 l.) 1886
- 216. Petrarca összes szerelmi szonettjei. Forditotta és magyarázatokkal ellátta Radó Antal. (370 l.) 1886
- 217. Szász Károly. Schiller. Élet- és jellemrajz. (144 l.) 1886
- 218. Storm Tivadar. A kastélyban. Beszély. Németből forditotta Balla Mihály. (67 l.) 1886
- 219. Corneille Péter. Cinna vagy Augustus kegyelme. Tragédia 5 felvonásban. Franciából forditotta Pajor István. (92 l.) 1886
- 220. Czuczor költeményei. (180 l.) 1886
- 221. Racine. Athalia. Tragédia öt felv. Franciából forditotta Csiky Gergely. (101 l.) 1886
- 222. Prescott. II. Fülöp. Forditotta Szász Károly. (116 l.) 1886
- 223. Schiller kisebb prózai irataiból. Aesthetikai értekezések. Németből forditotta Zollner Béla. (114 l.) 1886
- 224. Brough William. Flipper és Nobbler. Vigjáték egy felv. Angolból forditotta Csiky Gergely (43 l.)
- 225. Dahn Félix. Odhin vigasza. Északföldi regény a XI. századból. Németből forditotta gróf Csáky Albinné, gróf Bolza Anna. (35...
- 226. Norris W. E. Vidal Adrián. Regény. Angolból forditotta Sz. E. (583 l.) 1886
- 227. Csengery Antal. Deák Ferenc emlékezete. Elmondatott a m. t. akadémia által 1887. jan. 28-án tartott emlékünnepén. (155 l.)...
- 228. Eckstein Ernő. Aphrodite. Egy görög művész regénye. Németből forditotta Sasvári Ármin. (207 l.) 1887
- 229. Szerb népdalok és hősregék. Az eredetiből forditotta Székács József. 2. javitott kiadás. (302 l.) 1887
- 230. Dugonics András. Báthori Mária. Szomoru történet öt szakaszban. 3. kiadás. Bevezetéssel Heinrich Gusztávtól. (346 l.) 1887...
- 231. Gróf Hofmannsegg utazása Magyarországon 1793–1794-ben. Németből forditotta és bevezette Berkeszi István. (142 l.) 1887
- 232. Coppée Ferenc. Severo Torelli. Dráma 5 felvonásban. Franciából forditotta Csiky Gergely. (127 l.) 1887
- 233. SRDibe és Vander-Burch. Clermont, vagy a művész neje. Szinmű 2 felvonásban. Franciából forditotta Csiky Gergely. (120 l.) ...
- 234. Pulszky Ágost. Pázmány Péter. (101 l.) 1887
- 235. Szigligeti Ede. Fenn az ernyő, nincsen kas. A gróf Teleki-féle alapitványból száz arany pályadijjal jutalmazott vigjáték 3...
- 236. Chateaubriand F. A vértanúk. Forditotta Rada István. 2 kötet. (282, 291 l.) 1888
- 237. Ouida. Egy orgona-ág. Forditotta Haraszti Gyula. (212 l.) 1888
- 238. Simai Kristóf. Igazházi, egy kegyes jó atya. Mulatságos játék 5 felv. Bevezetéssel Erdélyi Károlytól. 2. kiadás. (180 l.) ...
- 239. Heyse Pál. Két rab. Beszély. Forditotta R. M. (111 l.) 1888
- 240. Pálffy Albert. A báróné levelei. Beszély. (112 l.) 1888
- 241. Firduszi, Abuk Kászim Manszur. Szohráb. Költői elbeszélés »Sáh-Náme« cimű művéből. Perzsából forditotta Fiók Károly (122 ...
- 242. Grillparzer Ferenc. Medea. Szomorujáték 5 felvonásban. Forditotta Hegedüs István. (160 l.) 1888
- 243. Erdélyi János. Aesthetikai előtanulmányok. (97 l.) 1888
- 244. Taine Hyppolit Adolf. A görög művészet bölcselete. Forditotta dr. Ferenczi Zoltán. (151 l.) 1888
- 245. Taine Hyppolit Adolf. A németalföldi művészet bölcselete. Forditotta dr. Szántó Kálmán. (140 l.) 1888
- 246. Eliot György. Bede Ádám. Regény. Forditotta Salamon György. 2. kiadás. (434, 402 l.) 1888
- 247. Bayle Bernhard. Az esernyő. Vigjáték egy felv. Forditotta Csiky Gergely. (64 l.) 1888
- 248. Ballagi Aladár. I. Frigyes Vilmos porosz király. (147 l.) 1888
- 249. Björnson Björnsterne. Leonarda. Szinmű 4 felv. Forditotta Kárffy Titusz. (148 l.) 1888
- 250. Berczik Árpád. A protekció. Eredeti vigjáték három felvonásban. (178 l.) 1889
- 251. Rousseau J. J. A társadalmi szerződés. (212 l.) 1889
- 252. Radnai Rezső. Aesthetikai törekvések Magyarországon, 1772–1817. (327 l.) 1889
- 253–254. Thackeray M. Vilmos. Hiuság vására. Regény, hős nélkül. 2 kötet. (557, 336 l.) 1889
- 255. Karr Alfonz. Hajnal után két héttel. Regény. (100 l.) 1889
- 256. Rádai Ráday Pál munkái. Összegyüjtötte és életrajzzal bevezette Négyesy László. (216 l.) 1889
- 257. Kónyi Manó. Deák Ferenc miért nem ment el az 1843-iki országgyülésre? (105 l.) 1889
- 258. Tisza Domonkos hátrahagyott versei. (124 l.) 1889
- 259. Corneille. Cid. Tragédia öt felvonásban (100 l.) 1889
- 260. Lessing. Barnhelmi Mina vagy a katona-szerencse. Vigjáték öt felvonásban. (191 l.) 1889
- 261. Gr. Andrássy Gy. beszéde a véderő-törvényjavaslat tárgyában. 1889
- 262. III. Napoleon. A tüzérség multja és jövője. Forditotta Theisz Gyula. (141 l.) 1890
- 263. Schiller. Stuart Mária. Szomorujáték öt felvonásban. Forditotta Sulkovszky József. (239 l.) 1890
- 264. Milton János. Az elveszett paradicsom. Angol eredetiből forditotta Jánosi Gusztáv. (447 l.)
- 265–267. About Edmund. A régi bástya. Franciából forditotta Sz. E. 3 kötet. (328, 335, 420 l.) 1890. 4.80
- 268. Krasewsky J. Ignác. Ulána. Beszély. Lengyelből forditotta Timkó Iván. (128 l.) 1890
- 269. Kónyi Manó. Deák Ferencnek az 1861-ik évi országgyűlésről elfogadott két fölirata. (159 l.) 1890
- 270. Szigligeti Ede. Csikós. Eredeti népszinmű 3 szakaszban. (139 l.) 1890
- 271. Saudeau Gyula. Az örökség. Beszély. Franciából forditotta Gyalui Farkas. (195 l.) 1890
- 272. Echegaray József. A nagy Galeotto. Dráma három felvonásban, egy előjátékkal. Spanyol eredetiből forditotta Patthy Károly. ...
- 273. Pascal gondolatai. Franciából forditotta Béri Gyula. (222 l.) 1890
- 274. Kónyi Manó. Beust és Andrássy 1870-ben és 1871-ben. (128 l.) 1890
- 275. Imre Sándor. A középkori magyar irodalom stiljáról. (103 l.) 1890
- 276. Sand György. Indiána. Franciából Récsi Emil. (408 l.)
- 277. Gyulai Pál. Arany János. Emlékbeszéd. (56 l.) 1890
- 278. Barsi József. Utazás ismeretlen állomás felé. 1849–1856. (414 l.) 1890
- 279. Id. Dumas Sándor. A saint-cyri kisasszonyok. Franciából forditotta Fái J. Béla. Vigjáték öt felvonásban, 1890
- 280. Csiky Gergely. A zokoli uraság két leánya. Elbeszélés. (112 l.) 1890
- 281. Szász Károly. Horatius. Élet- és jellemrajz. (131 l.) 1890
- 282. Peard Frames Mary. Molly mama. Regény. Angolból forditotta Sz. R. (262 l.) 1890
- 283. Kis János superintendens emlékezése életéből. Maga által feljegyezve. 2. kiadás. (702 l.)
- 284. Csiky Gergely. A nagyra termett. Vigjáték 3 felvonásban. A m. t. Akadémia 1889-iki pályázatán 200 arany Karácsonyi-dijat n...
- 285. Csiky Gergely. A nagymama. Vigjáték három felvonásban. (162 l.) 1891
- 286. Lavisse Ernő. Európa politikai történetének átnézete. Franciából forditotta Angyal Dávid. (164 l.) 1891
- 287. Aristoteles poetikája. Görögből forditotta, bevezetéssel és magyarázó jegyzetekkel ellátta dr. Geréb József. (108 l.) 1891
- 288. Sophokles. Elektra. Forditotta Csiky Gergely. 2. kiadás. (93 l.) 1891
- 289. Listi László munkái. Életrajzzal bevezette Komáromy András. 3. kiadás. (591 l.) 1891
- 290. Szamota István. Régi utazások Magyarországon és Balkán-félszigeten. 1054–1717. Jegyzetekkel kisérve. (559 l.) 1891
- 291. Augier Emil. Az arcátlanok. Vigjáték öt felvonásban. Franciából forditotta Gurnesevics Lajos. (139 l.) 1891
- 292. Sophokles. Oedipus király. Forditotta Csiky Gergely. 2. kiadás. (94 l.) 1891
- 293. Sophokles. Oedipus Kolonosban. Forditotta Csiky Gergely. 2. kiadás. (112 l.) 1891
- 294. Sophokles. Antigone. Forditotta Csiky Gergely. 2. kiadás. (74 l.) 1891
- 295. Montesquieu Károly. Elmélkedések a rómaiak nagyságának és hanyatlásának okairól. Forditotta Orlai Antal. (222 l.) 1891.
- 296. Merimée-Prosper. Guillet Arsène. – Aubain abbé. Franciából forditotta K. Karlovszky Endre. (99 l.) 1891
- 297. Coppée Ferenc. Két fájdalom. Dráma egy felvonásban. Franciából forditotta ifj. Szász Béla. (27 l.) 1891
- 298. Pálffy Albert. Az atyai ház. Regény. 2. kiadás. (437 l.) 1891
- 299. Theueriet A. Jean-Marie. Dráma egy felvonásban. Franciából forditotta ifj. Szász Béla. (32 l.)
- 300. SRDibe. Az én jó csillagom. Vigjáték egy felvonásban. Franciából forditotta ifj. Szász Béla. (102 l.) 1891
- 301. Bellamy Edvárd. Visszapillantás 2000-ből 1887-dik évre. Forditotta Radványi Dániel. (375 l.) 1892
- 302. Chateaubriand F. az utolsó Abenszeráds. Francia eredetiből forditotta dr. Rada István. (60 l.) 1892
- 303. Schiller. Az orleansi szűz. Regényes tragédia 5 felvonásban, előjátékkal. Forditotta Borsody Béla. (260 l.) 1892
- 304. Szigligeti Ede. Béldi Pál. A gróf Teleki-féle alapitványból száz arany pályadijjal jutalmazott eredeti szomorujáték öt fel...
- 305. Grillparzer Ferenc. Tenger és szerelem hullámai. Szomorújáték öt felvonásban. Forditotta Ivánfi Jenő. (148 l.) 1892.
- 306. Goldoni Károly. A jótékony zsémbes. Vigjáték. Forditotta és Goldoniról szóló tanulmánynyal bevezette Radó Antal. (206 l.) ...
- 307. Bikélas Dömötör. Lukis Laras. Uj görögből forditotta Horváth György. (151 l.)
- 308. Hoffmann E. T. Amadé. Kis Zakar. Tündérmese. Forditotta Csernátoni Gyula. (155 l.) 1892
- 309. Várkonyi báró Amade László versei. Összegyüjtötte, bevezette s jegyzetekkel kisérte Négyesy László. (575 l.) 1892
- 310. Kozma Andor. Korképek. (54 l.) 1893
- 311. Byron Lord. A kalóz. Angolból forditotta Kacziány Géza. (74 l.) 1892
- 312. Carlyle. Burns. Forditotta Lévay József. (93 l.) 1893
- 313. Berczik Árpád. A svihákok. Vigjáték három felvonásban. (154 l.) 1892
- 314. Gróf Ráday Gedeon összes művei. Összegyüjtötte s bevezette Váczy János. (86 l.) 1892
- 315. Berczik Árpád. A veteránok. Életkép a fővárosi életből három felvonásban, dalokkal. (151 l.) 1892
- 316. Erődi Béla. A Balkán-félszigeti népek költészetéből. (142 l.) 1892
- 317. Csiky Gergely. Francia beszélyek. (162 l.) 1893
- 318. Aimard Gusztáv. A vasfejű. Történeti beszély a kalózéletből. Franciából forditotta Csiky Gergely. (154 l.) 1893
- 319. Marmontel. A szép Anikó. Átdolgozta Kazinczy Ferenc. Bevezetéssel Veszely Ödöntől. (69 l.) 1893
- 320. Hugo Viktor. Ruy Blas. Szomorujáték öt felvonásban. Franciából forditotta ifj. Szász Béla. (206 l.) 1893
- 321. France Anatol. Thaïs. Franciából forditotta Sz. F. (224 l.) 1893
- 322. Gyulai Pál. Gróf Széchenyi István mint iró. (48 l.) 1893
- 323. Berczik Árpád. A bálkirálynő. Vigjáték egy felvonásban. 2. kiadás. (63 l.) 1893
- 324. Gabányi Árpád. A Kapivár. Történeti vigjáték három felvonásban. A magyar tudományos Akadémia által a gróf Teleki-alapitván...
- 325. Fenini Caesar. Az olasz irodalom rövid története. A negyedik olasz kiadásból forditotta Zigány Árpád. (269 l.) 1893
- 326. Dugonics András. Toldi Miklós. Szomorú történet három szakaszban. 2. kiadás. (272 l.) 1893
- 327. Seneca Lucius Annaeus. Vigasztalások. Latinból forditotta Lévay József. (165 l.) 1893
- 328. Berczik Árpád. A peterdi csata. Vigjáték 3 felvonásban. (171 l.) 1893
- 329. Freemann A. Edward. Az angol alkotmány fejlődése a legrégibb időktől fogva. Angolból forditotta Kónyi József. (240 l.) 189...
- 330. Coppée Ferenc. Idyil a háború alatt. Franciából forditotta Molnár Gyula. (108 l.) 1893
- 331. Legifj. Szász Károly. A múzsa. Vigjáték egy felvonásban. (51 l.) 1893
- 332. Coppée Ferenc. Henriette. Beszély. Franciából forditotta Molnár Gyula. (95 l.) 1893
- 333. Pálffy Albert. A fejedelem keresztleánya. 2. kiadás. (452 l.) 1893
- 334. Hedenstjerna Alfréd. Mindenféle népség. (Allehande Folk.) Képek a svéd népéletből. Forditotta Baján Miksa. (127 l.) 1894 ...
- 335. Grilparzer Ferenc. Sappho. Szomorújáték öt felvonásban. Forditotta Ivánfi Jenő. (134 l.) 1894
- 336. Alarcon Péter. A háromszögű kalap és más beszélyek. Spanyol eredetiből forditotta Haraszti Gyula. (259 l.) 1894
- 337. Schultz Johanna. Colette fogadalma. Franciából forditotta Harasztiné Récsi Jolán. (243 l.) 1894
- 338. Heine emlékiratai. Valóság és költészet. Forditotta és bevezette Zollner Béla. (258 l.) 1894
- 339. Racine. Phaedra. Tragédia öt felvonásban. Franciából forditotta Horváth Döme. 2. kiadás. (102 l.)
- 340. Voltaire. Zaire. Dráma öt felvonásban. Franciából forditotta Horváth Döme. (110 l.) 1894
- 341. Leroy-Beaulieu. A zsidók és az antisémita áramlat. Forditotta Simonyi Jenő. (177 l.) 1894
- 342. Mickiewic Ádám szonettjei. Lengyelből forditotta és bevezette Béri Gyula. (72 l.)
- 343. Echegaray József. Bernardo Montilla. Dráma 3 felv. A spanyol eredetiből ford. Patthy Károly. (188 l.) 1895
- 344. Vadnai Károly. A kis tündér. Regény. 2. kiadás. (323 l.) 1895
- 345. Hugo Viktor. A király mulat. Szomorujáték 5 felv. Franciából ford. ifj. Szász Béla. (167 l.) 1895
- 346. Balzac Honoré elbeszéléseiből. Franciából forditották Béri Géza és Béri Gyula. Bevezette Béri Géza. (233 l.) 1895
- 347. La Rochefoucauld gondolatai. Franciából forditotta és bevezette Béri Gyula. (179 l.) 1895
- 348. Guizot. A demokracia Franciaországban. Franciából forditotta Kohlbauer Ferenc. (91 l.) 1895
- 349. Gr. Zrinyi Miklós. Szigeti veszedelem. Az első 1651-iki kiadás után. 6. kiadás. (302 l.) 1895
- 350. Mörike Ede. Mozart prágai utazása. Németből forditotta B. J. (87 l.) 1895
- 351. Carlyle. Scott Walter. Angolból forditotta Baráth Ferenc. (91 l.) 1895
- 352. Freeman A. Eduard. A történelem tanulmányozásának módszerei. Angolból forditotta Hegedüs Pál. (350 l.) 1895
- 353. Prevost Abbé. Lescaut Manon és Des Grieux lovag története. Saint-Beuve bevezetésével franciából forditotta Visi Imre. (282...
- 354. Kazinczy Ferenc versei. Kiadta Kazinczy Gábor. 3. kiadás. (192 l.) 1895
- 355. Poe A. Edgar költeményei. Angolból forditotta Ferenczi Zoltán. (144 lap.) 1895
- 356. Kisfaludy Sándor. Himfy szerelmei. A kesergő szerelem. 9. kiadás. (176 l.) 1895
- 357. Kisfaludy Sándor. Himfy szerelmei. A boldog szerelem. 9. kiadás. (168 l.)
- 358. Vörösmarty Mihály. Az áldozat. Szomorújáték 5 felvonásban. (116 l.) 1895
- 359. Vörösmarty M. Eger. Három énekben. (107 l.)
- 360. Shakspere. Lear király. Szomorújáték 5 felv. Angolból forditotta Vörösmarty Mihály. (232 l.) 1895
- 361. Csiky Gergely. Árnyképek. Elbeszélések. (293 l.) 1896
- 362. Mazsuranics Iván. Csengics Izmail Aga halála. Költői elbeszélés. Horvátból forditotta Margalics Ede. (55 l.) 1896
- 363. Anatole France. A rózsafa bútor. Beszély. Franciából forditotta B. F. (100 l.) 1896
- 364. Alarcon Péter. A botrány. Regény. A 12. kiadás alapján spanyolból forditotta Haraszti Gyula. (466 l.) 1896
- 365. Pálffy Albert. A Dabóczy-család. Regény. (358 l.) 1896
- 366. Augier Emil. Gabrielle. Szinmű öt felvonásban. Franciából forditotta ifjabb Szász Károly. ( 171 l.) 1896
- 367. Puskin Sándor. A kapitány leánya. Regény. Oroszból forditotta Ambrozovics Dezső. (181 l.) 1896
- 368. Thomas. Descartes emlékezete. Franciából forditotta Rácz Lajos. (127 l.) 1896
- 369. Riedl Frigyes. A magyar irodalom főiránya. (137 l.)
- 370. Echegaray József. Folt, a mely tisztit. Dráma négy felvonásban. A spanyol eredetiből forditotta Patthy Károly. (130 l.) 18...
- 371. Berczik Árpád. A papa. Vigjáték 3 felvonásban. Gróf Teleki-jutalmat nyert pályamű. (93 l.) 1896
- 372. Echegaray József. Mariana. Dráma 3 felvonásban utójátékkal. Spanyolból forditotta dr. Szalai Emil. (136 l.)
- 373. Besant Walter. A férfiak forradalma. Angolból forditotta Hegedüs Pál. (262 l.) 1897
- 374. Morton M. J. Szegény Pillicoddy. Bohózat egy felvonásban. Angolból forditotta Mihályi József. (86 l.) 1897
- 375. Andrieu Chabot. A nevelőnő. Franciából forditotta Breky Alfonz. (388 l.) 1897
- 376. Mathews K. Pry Pál megházasodott. Bohózat egy felvonásban. Angolból forditotta Mihály József. (90 l.) 1897
- 377. Lánczy Gyula. A magyarság az Árpádok korában. Történeti tanulmány. (104 l.) 1897
- 378–379. Thackeray M. W. Esmond Henrik. Anna királynő ő felsége ezredesének önéletrajza. Regény. Angolból forditották Szász Károly...
- 380. Macaulay T. B. Johnson Sámuel. Angolból forditotta Aszalay Gyula. (58 l.) 1897
- 381. Szász Károly. Madártávlatból. (77 l.) 1897
- 382. Hauptmann Gellért. Hannele. Álomköltemény két részben. Forditotta Telekes Béla. (91 l.) 1897
- 383. Csengery Antal. Jellemrajzok. Nagy Pál. – Beöthy Ödön. – Szentkirályi Móric. – B. Eötvös József. – Adalék Kossuth jellemzé...
- 384. Pálffy Albert. Ne hallja hirét az anyjának. Regény. (480 l.) 1897

## II. sorozat
- 1–2. Csokonai Vitéz Mihály. Dorottya, vagyis a dámák diadalma a farsangon. Furcsa vitézi versezet IV könyvben. (111 l.) 1894
- 3–5. Bret Harte kaliforniai beszélyei. Angolból forditotta Belényesi Gábor. (138 l.) 1894
- 6–7. Kölcsey Ferenc elbeszélései. 2. kiadás. (118 l.) 1894
- 8. Macaulay T. B. Machiavelli. Angolból forditotta B. P. (63 l.) 1894
- 9–13. Kerényi Frigyes összes költeményei. 1840–1851. (232 l.) 1894
- 14. Sandeau Gyula. A monsabrey-i kastély. Franciából forditotta B. S. (72 l.) 1894
- 15–16. Kármán József. Fanni hagyományai. Beszély. 2. kiadás. (80 l.) 1894
- 17–18. Gróf Sollohub. Előkelő világ. Orosz beszély. (138 l.) 1894
- 19–20. Szigligeti Ede. Liliomfi. Eredeti vigjáték, népdalokkal, zenével. Három felvonásban. 3. kiadás. (87 l.) 1894
- 21–22. Dickens Károly. Karácsonyi ének, prózában lévén, voltakép egy karácsonyi kisérteties beszély. Angolból forditotta Belény...
- 23–24. Gogol Miklós. Beszélyek az orosz életből. I. Köpönyeg. – II. Egy kép a régi jó időkből. (85 l.) 1894
- 25–26. Chateaubriand. Atala. Franciából forditotta Csiky Kálmán. (103 l.) 1894
- 27–28. Tennyson Alfréd. Királyidillek. I. Helén. – II. Ginevra. Angolból forditotta Szász Károly. (100 l.) 1894
- 29–31. Macaualy T. B. Lord Bacon. Angolból forditotta B. P. (195 l.) 1894
- 32–34. Kemény Zsigmond. Szerelem és hiúság. Beszély. (144 l.) 1894
- 35–36. Hugo Victor. Hernani. Szomorújáték öt felvonásban. Forditotta Szász Károly. (124 l.) 1894
- 37–40. Kölcsey Ferenc válogatott szónoki művei. 2. kiadás. (267 l.) 1894
- 41–42. Jósika Miklós. Egy igaz ember. Beszély. 2. kiadás. (72 l.) 1894
- 43–44. Conscience Henrik. A szegény nemes. Flamand beszély. Franciából forditotta Greguss Ágost. (156 l.) 1894
- 45. Pope Sándor. A műbírálatról. Angolból forditotta Lukács Móric. (47 l.) 1894
- 46. Pálffy Albert. Egy kastély az erdőben. Beszély. (47 l.) 1894
- 47–48. Boissier Gaston. Virgil. Franciából forditotta Végh Arthur. (99 l.) 1894
- 49–50. Gróf Sollohub. A gyógyszerészné. Beszély. Franciából forditotta Brassay Sámuel. (84 l.) 1894
- 51–52. Macaulay B. T. Milton. Angolból forditotta B. P. (79 l.) 1894
- 53–54. Goethe. Iphigenia Taurisban. Dráma öt felvonásban. Forditotta Kiss János. (99 l.) 1894
- 55–58. Beaumarchais. Figaro házassága vagy egy napi bolondság. Vigjáték öt felvonásban. Forditotta Paulay Ede. (240 l.) 1894
- 59–60. Gyulai Pál. A vén szinész. Beszély. 2. kiadás. (87 l.) 1894
- 61–62. Stifter Adalbert. Brigitta. Beszély. Németből forditotta B. J. (82 l.) 1895
- 63–64. Gauthier Theophile. A lélekcsere. Franciából forditotta Szekula Gyula. (124 l.) 1895
- 65. Macaulay T. B. Byron. Angolból ford. B. P. (53 l.) 1895
- 66–67. Jerrold Douglas. Zsák Mór. Magyaritotta Belényesi Gábor. (112 l.) 1895
- 68. Eynaud Albert. Ferizáde dala. Beszély. Franciából forditotta Huszár Imre. (57 l.) 1895
- 69–70. Czuczor népies költeményei. (111 l.) 1895
- 71–72. Prescott H. E. Schäffer Magdaléna. Beszély. Németből forditotta Csukássi József. (155 l.) 1895
- 73. Sayous Eduard. A mongolok betörése Magyarországba. Franciából forditotta Takáts István. (45 l.) 1895
- 74–75. Zichy Antal elbeszélései. (141 l.) 1895
- 76. Horatius Flaccus. A költészetről. Forditotta Czuczor Gergely. (31 l.) 1895
- 77–80. Flegler Sándor. A magyar történetirás történelme. – Sayous Eduard. A magyar történetirás kútforrásai. Forditotta ifj. Sz...
- 81–82. Sand György. Az ördög-mocsár. Beszély. Franciából forditotta Csukási József. (102 l.) 1895
- 83–86. Lessing G. E. Laokon, vagy a festészet és költészet határaiból. Futólagos fejtegetésekkel az ókori művészet történetének...
- 87–88. Kovács Pál. Farsangi kalandok. Beszély. (86 l.) 1895
- 89–90. Csokonai Vitéz Mihály. Lilla. Érzékeny dalok három könyvben. (1793–1802.) (116 l.) 1895
- 91–92. Mérimée Prosper. Karmen. Beszély. Franciából forditotta B. P. (79 l.) 1895
- 93–95. Nagy Ignác. Tisztujitás. Vigjáték 4 felvonásban. 1842-ben akadémiai pályadijt nyert mű. (150 l.) 1895
- 96–98. Murray E. C. Grenville. Rajzok a francia politikai életből. Angolból forditották Belényesi Gábor és Huszár Imre. (295 l.) 1895
- 99–100. Fraknói Vilmos. II. Lajos és udvara. Történeti rajz. (70 l.) 1895
- 101–103. Sand György. Leoni Leó. Beszély. Franciából forditotta Visi Imre. (202 l.) 1895
- 104–105. Michelet Gyula. Lengyel és Oroszország. Kosciuskó legendája. Franciából forditotta De Gerando Antonia. (128 l.) 1895
- 106. Flegler Sándor. Kölcsey Ferenc. Németből forditotta ifj. Szinnyei József. (46 l.) 1895
- 107–109. Gróf Gvadányi József. Egy falusi nótáriusnak budai utazása, melyet önönmaga abban esett viszontagságaival együtt az el...
- 110–111. Plouvier Eduard. Beszélyek. Franciából forditotta Milesz Béla. (124 l.) 1895
- 112–113. Feuillet Octáv. Trécoeur Julia. Elbeszélés. Franciából forditotta Csukássi József. (104 l.) 1895
- 114–115. Kazinczy Ferenc. Magyarországi utak. (90 l.) 1895
- 116–118. Gr. Tolstoj N. L. Családi boldogság. Beszély. Oroszból forditotta Szentkirályi Albert. (142 l.) 1895
- 119–120. Kisfaludy Károly. Tihamér. Beszély. (90 l.) 1895
- 121–124. Flegler Sándor. Szalay László és munkái. Forditotta ifj. Szinnyei József. (280 l.) 1895
- 125–127. Szigligeti Ede. Magyar szinészek életrajzai. (159 l.) 1895
- 128–129. Vasiliadisz Sz. N. Galátea. Dráma 5 felv. Uj görögből forditotta Kállay Béni. (71 l.) 1895
- 130–131. Dayka Gábor költeményei. (112 l.) 1895
- 132–134. Bácsmegyeinek gyötrelmei. Németből átdolgozta Kazinczy Ferenc. Bevezetéssel és jegyzetekkel Heinrich Gusztávtól. (175 ...
- 135–137. Gogoly Miklós. Bulyba Tárász. A 2. jav. kiadás után forditotta Almási László. (168 l.) 1895
- 138–140. Kisfaludy Károly. Iréne. Szomorújáték 5 felv. (133 l.) 1895
- 141. Zsilinszky Mihály. Kupeczky János. (72 l.) 1895
- 142–144. Körner Tivadar. Zrinyi. Szomorújáték öt felvonásban. Németből forditotta Szemere Pál. – Körner Zrinyiről. Birálat. Irt...
- 145–146. Csokonai Vitéz Mihály. Ódák két könyvben. (1794–1804.) (84 l.) 1895
- 147–149. Andersen. Regék és mesék. Forditotta Milesz Béla. (121 l.) 1895
- 150–153. Kisfaludy Károly vig elbeszélései. (212 l.) 1895
- 154–157. Ouida. Egy pár kis facipő. Beszély. Angolból forditotta Belényesi Gábor. (236 l.) 1895
- 158–160. Theuriet. A buzavirágok háza. Beszély. Franciából forditotta Ujkéri. (138 l.) 1895
- 161. Schiller Frigyes. Mózes küldetése. Forditotta Jurany Gusztáv. (35 l.) 1895
- 162–164. Taine H. Az eszmény a művészetben. Forditotta Harrach József. ( 144 l.) 1895
- 165–168. Lessing, Gotthold Ephraim. Bölcs Náthán. Drámai költemény öt felvonásban. Németből forditotta Zichy Antal. (255 l.) 1895
- 169–171. Beulé. Augusztus családja és kora. Franciából átdolgozta Molnár Antal. (159 l.) 1895
- 172–173. Lindau Pál. Molière. Forditotta Bánfi Zsigmond. (119 l.) 1895
- 174–176. Feuillet Oktáv. Egy nő naplója. Franciából forditotta Fái Béla. (176 l.) 1895
- 177–178. Macaulay. Barère Bertrand. Angolból forditotta Angyal Dávid. (134 l.) 1895
- 179–180. Molière. A bot-csinálta doktor. Vigjáték 3 felv. Forditotta Kazinczy Ferenc. (56 l.) 1895
- 181. Louis-Landel. Camaron. Episod a mexikói háboruból. Franciából forditotta Haraszti Gyula. (48 l.) 1895
- 182–183. Bodenstedt Frigyes. Shakespeare élete és művei. Németből forditotta W. L. (170 l.) 1895
- 184–186. Merimée Prosper. Colomba. Beszély. Franciából forditotta Szenvey József. (218 l.) 1895.
- 187–190. Berzsenyi Dániel versei. 6. kiadás. (268 l.) 1895
- 191–192. Kisfaludy Károly. Csalódások. Vigjáték 4 felvonásban. 2. kiadás. (80 l.) 1895
- 193–194. Arago és Vermond. Az ördög naplója. Vigjáték 3 felvonásban, énekkel. Franciából forditotta Egressy Benjámin. (100 l.) 1895
- 195–196. D’Haussonville. Sand György. Franciából forditotta P. E. (191 l.) 1895
- 197–200. Gróf Teleki László. Kegyencz. Szomorujáték öt felvonásban. (200 l.) 1895
- 201. Heyse Pál. A grófi kastélyban. Beszély. Forditotta Halasi Aladár. (95 l.) 1895
- 202–203. Musset Alfréd. Ne fogadj fel soha semmit. Vigjáték 3 felvonásban. Forditotta Paulay Ede. (88 l.) 1895
- 204–206. Uchard Mario. Jean csillaga. Franciából forditotta Fái J. Béla. (239 l.) 1895
- 207–209. Bulwer Edvard. A jövő nemzedéke. Regény. Angolból forditotta Fái J. Béla. (224 l.) 1895
- 210–213. Karr Alfonz. A normandiai Penelope. Regény. Franciából forditotta Fái J. Béla. (258 l.) 1895
- 214–215. Pulszky Ferenc. Eszmék Magyarország története philosophiájához. (111 l.) 1895
- 216. Macaulay T. B. A pápaság. Angolból forditotta B. P. (63 l.) 1895
- 217–220. Mészáros Ignác. Kártigám. Regény. 5. kiadás. (431 l.) 1895
- 221–223. Amerikai nők. Rajzok és elbeszélések. Angolból forditotta György Aladár. (218 l.) 1896
- 224–228. Kölcsey Ferenc versei. 5. kiadás. (304 l.) 1896
- 229. Zschokke Henrik. A szegény Viltshirei lelkész naplójából. Beszély. Németből forditotta Sz. M. (58 l.) 1896
- 230–231. Kont Ignác. Aristophanes. (151 l.) 1896
- 232–233. Cherbuliez Viktor. A pépi király. Elbeszélés. Forditotta Berényi László. (116 l.) 1896
- 234–235. Hugo Károly. Bankár és báró. Szomorújáték 3 felvonásban. (108 l.) 1896
- 236–240. Szilágyi Sándor. Történeti rajzok. (247 l.) 1896
- 241–244. Csengery Antal. A magyar közoktatás és közművelődés némely főbb kérdéseiről. (241 l.) 1896
- 245–246. Vautier György. A keresztanya. Franciából forditotta Márkus Miklós. (150 l.) 1896
- 247–250. Kisfaludy Károly versei. 7. kiadás. (255 l.) 1896
- 251–252. Bérczy Károly. A gyógyult seb. Beszély. (102.) 1896
- 253–254. Catullus Gaius Valerius versei. Forditotta Csengeri János. (152 l.) 1896
- 255–257. Szigligeti Ede. A trónkereső. Eredeti szomorújáték 5 felvonásban. (103 l.) 1896
- 258. Theophrastus jellemrajzai. Forditotta Hunfalvy János. (46 l.) 1896
- 259. Gyulai Pál. Báró Eötvös József. Emlékbeszéd. (36 l.) 1896
- 260. Lamartine Alfonz. Héloïse és Abélard. Franciából forditotta Erhardt Viktor. (55 l.) 1896
- 261–263. Barilli, Ghislanzoni és Sara. Olasz beszélyek. Olaszból forditotta Huszár Imre és Mócs Zsigmond. (243 l.) 1896
- 264–266. Augier Emil. A Fourchambault-család. Szinmű 5 felvonásban. (178 l.) 1896
- 267–268. Pálffy Albert. A szebeni ház. Beszély. (95 l.) 1896
- 269. Tennyson Alfréd. Arden Enoch. Angolból forditotta Jánosi Gusztáv. (40 l.) 1896
- 270–272. Turgenjev Iván. Tavaszi hullámok. Regény. Orosz eredetiből forditotta Timkó Iván. (223 l.) 1896
- 273–275. Farina Salvatore. Két szerelem. Olaszból forditotta Nyitray József. (178 l.) 1896
- 276–277. Goethe. Hermann és Dorottya. Németből forditotta Hegedüs István. (80 l.) 1896
- 278–280. Pálffy Albert. Az itélőmester leánya. Történeti beszély. (182 l.) 1896
- 281–282. Macaulay T. B. Nagy Frigyes. Angolból forditotta Szentkirályi Móric. (128 l.) 1897
- 283–284. Theuriet. Veronika asszony. Regény. Franciából forditotta Ujkéri. (131 l.) 1897
- 285–289. Puskin Sándor. Anyegin Eugén. Oroszból forditotta Bérczy Károly. 2. kiadás. (280 l.) 1897
- 290–292. Beuamarchais. A sevillai borbély vagy haszontalan elővigyázat. Vigjáték négy felvonásban. Franciából forditotta Paulay...
- 293–295. Szalay László. Mirabeau. (181 l.) 1897
- 296–299. Gaál József. A peleskei nótárius. Bohózat három szakaszban és négy felvonásban. 4. kiadás. (159 l.) 1897
- 300. Homér. Békaegérharc. Átültette a Blumauer módja szerint Csokonai Vitéz Mihály. (47 l.) 1897
- 301–303. Kisfaludy Károly. A kérők. Vigjáték három felvonásban. (96 l.) 1897
- 304–305. Collins Vilmos. Sophokles. Angolból forditotta Kont Ignác. (183 l.)
- 306–309. Daudet Ernő. A férj. Franciából forditotta Luby Gyula. (281 l.) 1897
- 310–311. Spielhagen Frigyes. Az utolsó órában. Németből forditotta Halasi Aladár. (162 l.) 1897
- 312–320. Kisfaludy Sándor összes regéi. 2 kötet. (421, 349 l.) 1897
- 321–322. Kochanovszkyné. Szeretett. Beszély. Oroszból forditotta Timkó Iván. (139 l.) 1897
- 323–325. Poole János. Pry Pál. Vigjáték öt felvonásban. Angolból forditotta Csiky Gergely. (152 l.) 1897
- 326. Andersen János Keresztély. Képeskönyv képek nélkül. Dánból forditotta Schambach Gyula. (55 l.) 1897
- 327–329. Gombos Imre. Az esküvés. Szomorújáték öt felvonásban. 2. kiadás. (171 l.) 1897
- 330–331. Szabó László. Szentjóbi. Mátyás király vagy a nép szeretete jámbor fejedelmek jutalma. Nemzeti érzékenyjáték három fel...
- 332. Pulszky Ferenc. Martinovics és társai. (80 l.) 1897
- 333–337. Forster-Arnold Florence. Deák Ferenc életrajza. Angolból forditotta Pulszky Ágost. (317 l.) 1897
- 338–340. Bessenyei György. A philosophus. Vigjáték öt felvonásban. 2. kiadás. (133 l.) 1897
- 341–342. Ébelot Alfréd. Cazaux András. Rajz a délamerikai pampaszokból. Forditotta Kárffy Titusz. (127 l.) 1897
- 343–344. Hugo Viktor. Borgia LuRDetia. Dráma három felvonásban. Franciából forditotta Szász Károly. (131 l.) 1897
- 345–346. Tennyson Alfréd. Költői beszélyek. Angolból forditotta Csukássi József. (166 l.) 1897
- 347–349. Goldoni Károly. A hazug. Vigjáték három felvonásban. Olaszból forditotta Radó Antal. (192 l.) 1897
- 350–352. Delpit Albert. Odette házassága. Regény. Franciából forditotta Fái J. Béla. (240 l.) 1897
- 353. Taylor Tamás. Barátságból. Vigjáték egy felvonásban. Angolból forditotta Csiky Gergely. (71 l.) 1897
- 354–356. Feuchtersleben Ernő. Adalék a lélek életrendjéhez. A 32. kiadás után németből forditotta Klekner Alajos. (198 l.) 1897
- 357–358. Augier E. és Saudeau Gy. Poirier ur veje. Szinmű egy felvonásban. Franciából forditotta Haraszti Gyula. (154 l.) 1897
- 359. Gozlan Leo. Három ara egy koronára. Beszély. Franciából forditotta Sz. E. (58 l.) 1897
- 360. Suonio. A hold regéi. Finnből forditotta Vikár Béla. (54 l.) 1897
- 361–366. Orosz beszélyek. Irták Puskin S. Gogoly Miklós, Krylov J., Dosztojevszkij T. és Turgenyev. Oroszból forditotta Csopey ...
- 367–369. Fáy András. Érzelgés és világ folyása. Beszély levelekben. 3. kiadás. (127 l.) 1897
- 370–374. Lever Károly. Viharban. Regény. Angolból forditotta György Aladár. (308 l.) 1897
- 375–377. Legouvé Ernő. Beatrix vagy a szinművészet istennője. Szinmű öt felvonásban. Franciából forditotta Feleki József. (188 ...
- 378–380. Csiky Gergely. Az első és második. Elbeszélés. (151 l.) 1897
- 381–385. Malot Hector. Pompon. Regény. Franciából forditotta Sz. E. (444 l.) 1897
- 386–387. Berczik Árpád. Az igmándi kis pap. Népszinmű három felvonásban. (160 l.)
- 388–389. Kisfaludy Károly. A pártütők. Vigjáték három felvonásban. (63 l.) 1897
- 390. Gyulai Pál. Szilágyi és Hajmási. Költői beszély. (29 l.) 1897
- 391–392. Bernardin de Saint-Pierre. Pál és Virginia. Franciából forditotta Ács Zsigmond. (144 l.) 1897
- 393–394. Kemény Zsigmond. Élet és irodalom. (120 l.) 1897
- 395–396. Petőfi Sándor beszélyei. (95 l.)
- 397–400. Le Sage Alain René. A sánta ördög. Franciából forditotta Varga Bálint. (360 l.) 1897
- 401–402. Dugonics András följegyzései. (142 l.) 1897
- 403–408. Gréville Henrik. Árulás. Regény. Franciából forditotta Huszár Imre. (375 l.) 1897
- 409–411. Schiller Frigyes. Wallenstein halála. Szomorújáték öt felvonásban. Németből forditotta Hegedüs István. (245 l.)
- 412–415. Balzac Honoré. Grandet Eugénia. Forditotta Toldi László. (297 l.) 1897
- 416–420. Kölcsey Ferenc országgyülési naplója 1832–1833-ig. 4. kiadás. (346 l.) 1897
- 421–422. Csiky Gergely. Anna. Dráma egy felvonásban. (44 l.) 1897
- 423–425. Klapp Mihály. Rosenkranz és Güldenstern. Vigjáték négy felvonásban. Németből forditotta Csiky Gergely. (165 l.). 1897
- 426–429. Goldsmith Olivér. A wakefieldi pap. Angolból forditotta Ács Zsigmond. (283 l.) 1897
- 430. Petőfi Sándor. A helység kalapácsa. Hősköltemény négy énekben. 7. kiadás. (51 l.) 1897
- 431–432. A magyar emigratio mozgalmai. 1859–1862. Kossuth emlékiratai nyomán. (107 lap.) 1897
- 433–434. Turgenyev Sz. Iván. Költemények prózában. Oroszból forditotta Csopey László. (81 l.) 1897
- 435. Coppée Ferenc. Kisebb szinművek. Franciából forditotta Csiky Gergely. (62 l.) 1897
- 436–437. Fáy András. A külföldiek. Vigjáték két felvonásban. (56 l.) 1897
- 438. Roscher Vilmos. A nemzetgazdaság a klasszikai ó-korban. Németből forditotta L. A. (47 l.) 1897
- 439–440. Theuriet. A hableány. Beszély. Franciából forditotta Sz. E. (120 l.) 1897
- 441–444. Gaskellné. RDawford. Regény. Angolból forditotta Belényesi Gábor. (302 lap.) 1897
- 445–449. Ebers György. Egy szó. Regény. Németből forditotta Kacziány Géza. (424 l.) 1897
- 450 –454. Malot Hector. A szépség vonzereje. Regény. Franciából forditotta Sz. E. (413 l.) 1897
- 455–460. Wieland. Az abderiták. Forditotta Farkas Albert. (512 l.) 1897
- 461–462. Gyöngyösi István. Ének Thököly Imre és Zrinyi Ilona házasságáról. (114 l.) 1897
- 463–465. About Edmond. A csonkafülű ember. Regény. Franciából forditotta Fái I. Béla. (250 l.) 1897
- 466. Neményi Ambrus. A francia forradalom hirlapjai és hirlapirói. (80 l.) 1897
- 467–468. Boileau. A költészetről. Tanköltemény négy énekben. 2. kiadás. (74 l.) 1897
- 469–470. Picard. Két házaspár. Vigjáték. Franciából forditotta Csiky Gergely. (56 l.) 1897
- 471–473. Dugonics András. Kun László. Szomorú történet négy szakaszban. (224 l.) 1897
- 474–480. Turgenyev Sz. Iván. Egy vadász iratai. Oroszból forditotta Csopey László. (613 l.) 1897
- 481–484. Theuriet A. Aurélia néni. Regény. Franciából forditotta P. L. (336 l.) 1898
- 485. Dr. Wlisloczki Henrik. Az erdélyi cigány népköltészet. (70 l.) 1898
- 486–488. Longfellow Henrik. Hiavata. Amerikai indus hitrege. Angolból forditotta Tamásfi Gyula. (224 l.) 1898
- 489. Kazinczy Gábor. Emlékbeszéd Szemere Pál felett. (61 l.) 1898
- 490. Monerieff. A szégyenlős. Vigjáték két felvonásban. Angolból forditotta Csiky Gergely. (61 l.) 1898
- 491–494. Elliot György. A raveloei takács. (Silas Marner.) Regény. Angolból forditotta Kacziány Géza. (304 l.) 1898
- 495–497. Berczik Árpád. Nézd meg az anyját. Vigjáték három felvonásban. (121 l.) 1898
- 498–499. Concha Győző. A kilencvenes évek reform-eszméi és előzményeik. Irodalomtörténeti vázlat. (243 l.) 1898
- 500. Augier. A bürök. Vigjáték két felvonásban. Franciából forditotta Perényi István. (83 l.) 1898
- 501–503. Gervinus G. G. Bevezetés a tizenkilencedik század történetébe. Németből forditotta Rózsaági Antal. (227 l.) 1898
- 504–506. Olasz költőkből. Forditotta Radó Antal. (218 l.) 1898
- 507. Cicero Tullius M. Laelius a barátságról. Latinból forditotta Némethy Géza. (67 l.) 1898.
- 508–510. Goethe. Berlichingeni Gottfried a vaskezű dramatizált története. Németből forditotta Balla Mihály. (274 l.) 1898.
- 511–513. Silvio Pellico. Börtöneim. Olaszból forditotta Erdélyi Károly. (271 l.) 1898.
- 514. Taine Hippolit Adolf. Az olasz művészet bölcselete. Franciából forditotta Kádár Béla. (112 l.) 1898.
- 515–516. Ilosvai Selymes Péter. A hirneves Tholdi Miklósnak jeles cselekedeteiről és bajnokságáról való história. Bevezette és ...
- 517–518. Gregerovius Ferdinánd. A pápák siremlékei. A pápaság történetének határkövei. Németből forditotta Hegedüs István. (184...
- 519–520. Longfellow W. Henrik. Az arany legenda. Angolból forditotta Jánosi Gusztáv. (200 l.) 1898.
- 521. Chateaubriand. René. Franciából forditotta Bogdánfy Lajos. (47 l.) 1898.
- 522–523. Czuczor Gergely hőskölteményei és meséi. 2. kiadás. (179 l.) 1898.
- 524–525. Fáy András. A mátrai vadászat. Vigjáték három felvonásban. (117 l.) 1898.
- 526–527. Augier és Foussier. A szegény arszlánnők. Dráma öt felvonásban. Franciából forditotta R. J. (160 l.) 1898.
- 528–529. Shakespeare. Sok zaj semmiért. Vigjáték öt felvonásban. Angolból forditotta Ács Zsigmond. (175 l.) 1898.
- 530–531. Constant Benjamin Adolf. Egy ismeretlen iratai közt talált történet. Franciából forditotta és bevezetéssel ellátta Bér...
- 532–533. Lévai József. Bozzai Pál irodalmi hagyományai. (157 l.) 1898
- 534–536. Greguss Ágost. A balladáról. A Kisfaludy-Társaság által 1864-ben jutalmazott pályamű. 3. javitott s bővitett kiadás (...
- 537–538. Planche Gusztáv. Művészek csarnoka. (Rafael, Michel Angelo, Leonardo da Vinci.) Franciából forditotta Szász Károly. (1...
- 539–540. Tibullus elegiái. Forditotta, bevezetéssel és jegyzetekkel ellátta Csengeri János. (184 l.) 1898
- 541–544. Petrarca összes szerelmi szonettjei. Forditotta és magyarázatokkal ellátta Radó Antal. (370 l.) 1898
- 545–546. Szász Károly. Schiller. Élet- és jellemrajz. (144 l.) 1898
- 547. Storm Tivadar. A kastélyban. Beszély. Németből forditotta Balla Mihály. (67 l.) 1898
- 548. Corneille Péter. Cinna vagy Augustus kegyelme. Tragédia öt felvonásban. Franciából forditotta Pajor István. (92 l.) 1898
- 549–550. Czuczor költeményei. (180 l.) 1898
- 551–552. Racine. Athalia. Tragédia öt felvonásban. Franciából forditotta Csiky Gergely. (101 l.) 1898
- 553–554. Szász K. II. Fülöp. Prescott nyomán. (116 l.) 1898
- 555. Schiller kisebb prózai irataiból. Aesthetikai értekezések. Németből forditotta Zollner Béla. (114 l.) 1898
- 556. Brough William. Flipper és Nobler. Vigjáték egy felvonásban. Angolból forditotta Csiky Gergely. (43 l.) 1898
- 557–560. Dahn Félix. Odhin vigasza. Éjszakföldi regény a XI. századból. Németből forditotta Csáky Albinné, Bolza Anna grófnő. (...
- 561–568. Norris W. E. Vidal Adrián. Regény. Angolból forditotta Sz. E. (583 l.) 1898
- 569–570. Csengery Antal. Deák Ferenc emlékezete. (155 l.) 1898
- 571–573. Eckstein Ernő Aphrodite. Egy görög művész regénye. Németből forditotta Sasvári Ármin. (207 l.) 1898
- 574–576. Szerb népdalok és hősregék. Az eredetiből forditotta Székács József. 2. javitott kiadás. (302 l.) 1898
- 577–580. Dugonics András. Bátori Mária. Szomorú történet öt szakaszokban. 3. kiadás. (346 l.) 1898
- 581–582. Gr. Hoffmannsegg utazása Magyarországon 1793–1794-ben. Németből forditotta és bevezette Berkeszi István. (142 l.) 1898
- 583–584. Coppée Ferenc. Severo Torelli. Dráma öt felvonásban. Franciából forditotta Csiky Gergely. (127 l.) 1898
- 585–586. SRDibe és Vander-Burch. Clermont, vagy a művész neje. Szinmű két felvonásban. Franciából forditotta Csiky Gergely. (12...
- 587. Pulszky Ágost. Pázmány Péter. (101 l.) 1898
- 588–590. Szigligeti Ede. Fenn az ernyő nincsen kas. A gróf Teleki-féle alapitványból száz arany pályadijjal jutalmazott eredeti...
- 591–598. Chateaubriand F. A vértanúk. Francia eredetiből forditotta Rada István. (282, 291 l.) 1898
- 599–600. Ouida. Egy orgonaág. Angolból forditotta Haraszti Gyula. (112 l.) 1898
- 601–603. Simai Kristóf. Igazházi, egy kegyes jó atya. Mulatságos játék öt felvonásban. 2. kiadás. Bevezetéssel Erdélyi Károlytól...
- 604–605. Heyse Pál. Két rab. Németből forditotta R. M. (110 l.) 1898
- 606–608. Pálffy Albert. A báróné levelei. Beszély. (112 l.) 1898
- 609–611. Firduszi. Szohráb. Költői elbeszélés. Perzsából forditotta Fiók Károly. (122 l.) 1898
- 612–614. Grillparzer Ferenc. Medea. Szomorújáték öt felvonásban. Németből forditotta Hegedüs István. (160 l.) 1898
- 615–616. Erdélyi János. Aesthetikai előtanulmányok. (97 l.) 1898
- 617–618. Taine Hippolit Adolf. A görög művészet bölcselete. Franciából forditotta Ferenci Zoltán. (151 l.) 1898
- 619–620. Taine Hippolit Adolf. A németalföldi művészet bölcselete. Franciából forditotta Szántó Kálmán. (140 l.) 1898
- 621–630. Eliot György. Bede Ádám. Regény. Angolból forditotta Salamon Ferenc. 2. kiadás. (436, 402 l.) 1898
- 631–632. Bayle Bernard. Az esernyő. Vigjáték egy felvonásban. Angolból forditotta Csiky Gergely. (62 l.) 1898
- 633–634. Ballagi Aladár. I. Frigyes Vilmos porosz király. (147 l.) 1898
- 635–637. Björnstjerne Björnson. Leonarda. Szinmű négy felvonásban. Forditotta Kárffy Titusz. (148 l.) 1898
- 638–640. Berczik Árpád. A protectió. Eredeti vigjáték három felvonásban. (178 l.) 1898
- 641–643. Rousseau J. J. A társadalmi szerződés vagy az államjog alapelvei. Franciából forditotta König Ferenc. (215 l.) 1898
- 644–646. Radnai Rezső. Aesthetikai törekvések Magyarországon. 1772–1817. (327 l.) 1898
- 647–660. Thackeray M. Vilmos. Hiúság vására. Regény hős nélkül. Angolból forditotta Récsi Emil. 2 kötet. (557, 736 l.) 1898
- 661. Karr Alfonz. Hajnal után két héttel. Regény. Franciából forditotta W. A. (100 l.) 1898
- 662–664. Ráday Pál munkái. Összegyüjtötte és életrajzzal bevezette Négyesy László. (216 l.) 1898
- 665–666. Kónyi Manó. Deák Ferenc miért nem ment el az 1843-iki országgyülésre? Deák Ferenc beszédei I. kötetéből. (105 l.) 1898
- 667–668. Tisza Domokos hátrahagyott versei. Kiadta édes anyja. 2. kiadás. (127 l.) 1898
- 669–670. Corneille. Cid. Tragédia öt felvonásban. Franciából forditotta Radó Antal. (100 l.) 1898
- 671–673. Lessing. Barnhelmi Minna vagy a katonaszerencse. Vigjáték öt felvonásban. Németből forditotta Kazinczy Ferenc. (191 l....
- 674. Gróf Andrássy Gyula beszéde a véderő-javaslat tárgyában. Elmondatott 1889. évi április hó 5-én. (68 l.) 1898
- 675–676. III. Napóleon. A tüzérség multja és jövője. Franciából forditotta Theisz Gyula. (141 l.) 1898
- 677–680. Schiller Stuart Mária. Szomorújáték öt felvonásban. Forditotta Sulkowski József. (239 l.) 1898
- 681–685. Milton János. Az elveszett paradicsom. Angolból forditotta Jánosi Gusztáv. (447 l.) 1898
- 686–700. About Edmund. A régi bástya. Regény. Franciából forditotta Sz. E. 3 kötet (328, 335, 420 l.)
- 701–702. Krasewsky Ignác. Ulána. Beszély. Lengyelből forditotta Timkó Iván. (128 l.) 1898
- 703–704. Deák Ferencnek az 1862-ik évi országgyüléstől elfogadott két fölirata. (159 l.) 1898
- 705–707. Szigligeti Ede. Csikós. Eredeti népszinmű három szakaszban. (139 l.) 1898
- 708–710. Sandeau Gyula. Az örökség. Beszély. Franciából forditotta Gyalui Farkas. (195 l.) 1898
- 711–713. Echegaray József. A nagy Galeotto. Dráma 3 felvonásban, egy előjátékkal. A spanyol eredetiből forditotta Patthy Károly...
- 714–716. Pascal gondolatai. Franciából forditotta Béri Gyula. (223 l.) 1898
- 717–718. Kónyi Manó. Beust és Andrássy 1870 és 1871-ben. (128 l.) 1898
- 719–720. Imre Sándor. A középkori irodalom stiljáról. (103 l.) 1898
- 721–724. Sand György. Indiána. Franciából Récsi Emil. (408 l.) 1898
- 725. Gyulai Pál. Arany János. Emlékbeszéd. (56 l.) 1898
- 726–730. Barsi József. Utazás ismeretlen állomás felé. 1849–1856. (415 l.) 1898
- 731–732. Id. Dumas Sándor. A saint-cyri kisasszonyok. Vigjáték öt felvonásban. Franciából forditotta Pál Béla. (133 l.) 1898
- 733–735. Csiky Gergely. A zokoli uraság két leánya. Elbeszélés. (112 l.) 1898
- 736–737. Szász Károly. Horatius. Élet- és jellemrajz. (131 l.) 1898
- 738–740. Peard Frances Mary. Molly mama. Regény. Angolból forditotta Sz. E. (262 l.) 1898
- 741–747. Kis János szuperintendens emlékezései életéből. Maga által feljegyezve. 2. kiadás. (703 l.) 1898
- 748–751. Csiky Gergely. A nagyratermett. Vigjáték három felvonásban. (174 l.) 1898
- 752–754. Csiky Gergely. A nagymama. Vigjáték három felvonásban. (162 l.) 1898
- 755–756. Lavisse Ernő. Európa politikai történetének átnézete. Franciából forditotta Angyal Dávid. (164 l.) 1898
- 757–758. Aristoteles poetikája. Görögből forditotta, bevezetéssel és magyarázó jegyzetekkel ellátta Geréb József. (108 l.) 1898
- 759–760. Sophokles. Elektra. Forditotta Csiky Gergely. 3. kiadás. (93 l.) 1898
- 761–766. Listi László munkái. Életrajzzal bevezette Komáromy András. (560 lap.) 1898
- 767–772. Szamota István. Régi utazások Magyarországon és a Balkán-félszigeten. 1054–1717. (555 l.) 1898
- 773–774. Augier Emil. Az arcátlanok. Vigjáték öt felvonásban. Franciából forditotta Gurnesevics Lajos. (139 l.) 1898
- 775–776. Sophokles. Oedipus király. Forditotta Csiky Gergely. 2. kiadás. (95 l.) 1898
- 777–778. Sophokles. Oedipus Kolonosban. Forditotta Csiky Gergely. 2. kiadás. (112 l.) 1898
- 779–780. Sophokles. Antigone. Forditotta Csiky Gergely. 2. kiadás. (74 l.) 1898
- 781–782. Montesquieu Károly. Elmélkedések a rómaiak nagyságának és hanyatlásának okairól. Franciából forditotta Orlai Antal. (2...
- 783. Merimée Prosper. Guillot Arséne. Aubain Abbé. Franciából forditotta K. Karlovszky Endre. (99 l.) 1898
- 784. Coppée Ferenc. Két fájdalom. Dráma egy felvonásban. Franciából forditotta ifj. Szász Béla. (26 l.) 1898
- 785–792. Pálffy Albert. Az atyai ház. Regény. 2. kiadás. (439 l.) 1898
- 793. Theuriet A. Jean-Marie. Dráma egy felvonásban. Franciából forditotta ifj. Szász Béla. (32 l.) 1898
- 794–795. SRDibe. Az én jó csillagom. Vigjáték egy felvonásban. Franciából forditotta ifj. Szász Béla. (102 l.) 1898
- 796–800. Bellamy Edvard. Visszapillantás 2000-ből 1887-dik évre. Regény. Forditotta Radványi Dániel. (375 l.) 1898
- 801. Chateaubriand F. Az utolsó Abenszeráds. Francia eredetiből forditotta Rada István. (60 l.) 1898
- 802–805. Schiller. Az orleansi szűz. Regényes tragédia öt felvonásban, előjátékkal. Forditotta Borsódy Béla. (260 l.) 1898
- 808–809. Szigligeti Ede. Béldi Pál. A gróf Teleki-féle alapitványból száz arany pályadijjal jutalmazott eredeti szomorújáték öt...
- 810–812. Grillparzer Ferenc. A tenger és szerelem hullámai. Szomorújáték öt felvonásban. Forditotta Ivánfi Jenő. (148 l.) 1898
- 813–816. Goldoni Károly. A jótékony zsémbes. Vigjáték. Forditotta és Goldoniról szóló tanulmánynyal bevezette Radó Antal. (207 ...
- 817–818. Bikélas Dömötör. Lukis Laras. Ujgörögből forditotta Horváth György. (151 l.) 1898
- 819–820. Hoffmann E. T. Amadé. Kis Zakar. Tündérmese. Forditotta Csernátoni Gyula. (155 l.) 1898
- 821–830. Várkonyi báró Amadé László versei. Összegyüjtötte, bevezette és jegyzetekkel ellátta Négyessy László.575 lap.) 1898
- 831. Kozma Andor. Korképek. (54 l.) 1898
- 832. Byron Lord. A kalóz. Angolból forditotta Kacziány Géza. (74 l.) 1898
- 833–834. Carlyle. Burns. Forditotta Lévai József. (93 l.) 1898
- 835–837. Berczik Árpád. A svihákok. Vigjáték három felvonásban. (154 l.) 1898
- 838–840. Gróf Ráday Gedeon összes munkái. Összegyüjtötte és bevezette Váczy János. (186 l.) 1898
- 841–843. Berczik Árpád. A veteránok. Életkép a fővárosi életből három felvonásban, dalokkal. (151 l.) 1898
- 844–845. Balkán-félszigeti népek költészetéből. Forditotta Erődi Béla. (141 l.) 1898
- 846–847. Francia beszélyek. Forditotta Csiky Gergely. (162 l.) 1898
- 848–849. Aimard Gusztáv. A vasfejű. Történeti beszély a kalózéletből. Forditotta Csiky Gergely. (154 l.) 1898
- 850. szám. Marmontel. A szép Anikó. Átdolgozta Kazinczy Ferenc. (69 l.) 1898
- 851–853. Hugó Viktor. Ruy Blas. Szomorújáték öt felvonásban. Franciából forditotta ifj. Szász Béla. (207 l.) 1898
- 854–856. France Anatole. Thais. Franciából forditotta Sz. E. (224 l.) 1898
- 857–858. Gyulai Pál. Gróf Széchenyi István mint iró. (48 l.) 1898
- 859–860. Berczik Árpád. A bálkirálynő. Vigjáték egy felvonásban. 2. kiadás. (63 l.) 1898
- 861–864. Gabányi Árpád. A Kapi-vár. Történeti vigjáték három felvonásban. (205 l.) 1898
- 865–868. Fenini Caesar. Az olasz irodalom rövid története. A 4. olasz kiadásból forditotta Zigány Árpád. (269 l.) 1898
- 869–872. Dugonics András. Toldi Miklós. Szomorú történet három szakaszban. 2. kiadás. (272 l.) 1898
- 873–874. Seneca, Lucius Annaeus. Vigasztalások. Latinból forditotta Lévay József. (165 l.) 1898
- 875–877. Berczik Árpád. A peterdi csata. Vigjáték három felvonásban. (171 l.) 1898
- 878–880. Freeman A. Edward. Az angol alkotmány fejlődése a legrégibb időktől fogva. Angolból forditotta Kónyi József. (240 l.) 1898
- 881–882. Coppée Ferenc. Idyll a háború alatt. Franciából forditotta Molnár Gyula. (108 l.) 1898
- 883. Legifj. Szász Károly. A múzsa. Vigjáték egy felvonásban. (51 l.) 1898
- 884–885. Coppée Ferenc. Henrietta. Beszély. Franciából forditotta Molnár Gyula. (95 l.) 1898
- 886–895. Pálffy Albert. A fejedelem keresztleánya. 2. kiadás. (452 l.) 1898
- 896–897. Hedenstjerna Alfréd. Mindenféle npség. (Allehande Folk.) Forditotta Baján Miksa. (172 l.) 1898
- 898–900. Grillparzer Ferenc. Sappho. Szomorújáték öt felvonásban. Forditotta Ivánfi Jenő. (134 l.) 1898
- 901–903. Alarcon Péter. A háromszögű kalap és más beszélyek. Spanyol eredetiből forditotta Haraszti Gyula. (259 l.) 1898
- 904–906. Schultz Johanna. Collette fogadalma. Regény. Franciából forditotta Harasztiné Récsi Jolán. (243 l.) 1898
- 907–909. Heine emlékiratai. Valóság és költészet. Forditotta és bevezette Zollner Béla. (258 l.) 1898
- 910–911. Racine. Phaedra. Tragédia öt felvonásban. Franciából forditotta Horváth Döme. (111 l.) 1898
- 912–913. Voltaire. Zaire. Dráma öt felvonásban. Franciából forditotta Horváth Döme. 2. kiadás. (102 l.) 1898
- 914–915. Leroy-Beaulieu. A zsidók és az antisemita áramlat. Forditotta Simonyi Jenő. (177 l.) 1898
- 916. Mickiewicz Ádám sonettjei. Lengyelből forditotta és bevezette Déri Gyula. (72 l.) 1898
- 917–920. Echegaray József. Bernardo Montilla. Dráma három felvonásban. A spanyol eredetiből forditotta Patthy Károly. (188 l.) 1898
- 921–926. Vadnai Károly. A kis tündér. Regény. 2. kiadás. (321 l.) 1898
- 927–928. Hugo Victor. A király mulat. Szomorújáték öt felvonásban. Franciából forditotta ifj. Szász Béla. (167 l.) 1898
- 929–931. Balzac Honoré elbeszéléseiből. Franciából forditották Béri Géza és Béri Gyula. Bevezette Béri Géza. (235 l.) 1898
- 932–934. La Rochefoucauld gondolatai. Franciából forditotta és bevezette Béri Gyula. (179 l.) 1898
- 935–936. Guizot. A demoRDatia Franciaországban. Franciából forditotta Kohlbauer Ferenc. (90 l.) 1898
- 937–940. Gróf Zrinyi Miklós. Szigeti veszedelem. Az első 1651-iki kiadás után. 6. kiadás. (303 l.) 1898
- 941. Mörike Ede. Mozart prágai utazása. Beszély. Németből forditotta B. J. (87 l.) 1898
- 942. Carlyle. Scott Walter. Angolból forditotta Baráth Ferenc. (90 l.) 1898
- 943–946. Freemann A. Edward. A történelem tanulmányozásának módszerei. Angolból forditotta Hegedüs Pál. (305 l.) 1898
- 947–950. Prevost abbé. Lescaut Manon és Des Grieux lovag története. Saint-Beuve bevezetésével. Franciából forditotta Visi Imre....
- 951–952. Kazinczy Ferenc versei. Kiadta Kazinczy Gábor. 3. kiadás. (192 l.) 1898
- 953–954. Poe A. Edgar költeményei. Angolból forditotta Ferenczi Zoltán. (144 l.)
- 955–957. Kisfaludy Sándor. Himfy szerelmei. A kesergő szerelem. 9. kiadás. (176 l.) 1898
- 958–960. Kisfaludy Sándor. Himfy szerelmei. A boldog szerelem. 9. kiadás. (168 l.) 1898
- 961–962. Vörösmarty Mihály. Az áldozat. Szomorújáték öt felvonásban. (116 l.) 1898
- 963–964. Vörösmarty Mihály. Eger. Három énekben (106 l.) 1898
- 965–968. Shakspere. Lear király. Szomorújáték öt felvonásban. Angolból forditotta Vörösmarty Mihály. (232 l.) 1898
- 969–973. Csiky Gergely. Árnyképek. Elbeszélések. (293 l.) 1898
- 974. Mazsuranics Iván. Csengics Izmail Aga halála. Költői elbeszélés. Horvátból forditotta Margalics Ede. (55 l.) 1898
- 975. Anatole France. A rózsafa-bútor. Franciából forditotta R. F. (100 l.) 1898
- 976–980. Alarcon Péter. A botrány. Regény. A 12. kiadás alapján spanyolból forditotta Haraszti Gyula. (466 l.) 1898
- 981–985. Pálffy Albert. A Dabóczy-család. Regény. (358 l.) 1898
- 986–988. Augier Emil. Gabrielle. Szinmű öt felvonásban. Franciából forditotta ifj. Szász Béla. (171 l.) 1898
- 989–991. Puskin Sándor. A kapitány leánya. Regény. Oroszból forditotta Ambrozovics Dezső. (181 l.) 1898
- 992–993. Thomas. Descartes emlékezete. Franciából forditotta Rácz Lajos. A francia akadémiától koszorúzott emlékbeszéd. (1765) 1898
- 994–996. Riedl Frigyes. A magyar irodalom főiránya. (137 l.) 1898
- 997–998. Echegaray József. Folt, a mely tisztit. Dráma négy felvonásban. A spanyol eredetiből forditotta Patthy Károly. (130 l.) 1898
- 999–1000. Berczik Árpád. A papa. Vigjáték három felvonásban. Gróf Teleki-jutalmat nyert pályamű. (93 l.) 1898
- 1001–1003. Echegaray József. Marianna. Dráma három felvonásban, utójátékkal. Spanyolból forditotta dr. Szalay Emil. (136 l.) 1898
- 1004–1008. Besant Walter. A férfiak forradalma. Regény. Angolból forditotta Hegedüs Pál. (262 l.) 1898
- 1009–1010. Morton M. J. Szegény Pillicoddy. Bohózat egy felvonásban. Angolból forditotta Mihály József. (86 l.) 1898
- 1011–1016. Chabot Andrieu. A nevelőnő. Franciából forditotta Ereky Alfonz. (388 l.) 1898
- 1017–1018. Mathews K. Pry Pál megházasodott. Bohózat egy felvonásban. Angolból forditotta Mihály József. (90 l.) 1898
- 1019–1020. Lánczy Gyula. Magyarország az Árpádok korában. Történeti tanulmány. (104 l.) 1898
- 1021–1028. Thackeray M. W. Esmond Henrik, Anna királynő Ő Felsége ezredesének önéletrajza. Angolból forditották Szász Károly és...
- 1029. Macaulay T. B. Johnson Sámuel. Angolból forditotta Aszalay Gyula. (59 l.) 1898
- 1030. Szász Károly. Madártávlatból. (77 l.) 1898
- 1031–1032. Hauptmann Gellért. Hannele. Álomköltemény két részben. Forditotta Telekes Béla. (90 l.) 1898
- 1033–1035. Csengery Antal. Jellemrajzok. Nagy Pál. – Beöthy Ödön. – Szentkirályi Móric. – Br. Eötvös József. – Adalék Kossuth j...
- 1036–1040. Pálffy Albert. Ne hallja hirét az anyjának. Regény. (300 l.) 1898
- 1041–1052. Elliot György. A vizi malom. Regény. Eredeti angolból forditotta Váczy János. 2 kötet. (468, 464 l.) 1898
- 1053. Báró Jósika M. Bornemisza Anna. Beszély. (144 l.) 1898
- 1054. Tacitus, Cornelius. Agricola élete. A latin eredetiből forditotta dr. Csiky Kálmán. (62 l.) 1898
- 1055–1056. Lazarillo de Tormes élete. Spanyolból forditotta Gombócz Zoltán. (87 l.) 1898
- 1057. Ráskai Gáspár. Egy szép história az vitéz Franciscórul és az ő feleségérül. Szilády Áron bevezetésével. (61 l.) 1898
- 1058–1059. Almási Tihamér. Cigány Panna. Népszinmű három felvonásban. (106 l.) 1898
- 1060. Fazekas Mihály. Ludas Matyi. Kómikai elbeszélés. Bevezette Tóth Rezső, az 1817-iki kiadás rajzaival. (56 l.) 1898
- 1061–1062. Báró Kemény Zsigmond. Két boldog. Beszély. (65 l.) 1898
- 1063–1064. Kozma Andor. A szabadság ünnepére. Szini költemény három képben. (53 l.) 1898
- 1065–1066. Sudermann Herman. Rejtett boldogság. Szinmű három felvonásban. Forditotta Prém József. (91 l.) 1898
- 1067. Coppée Ferenc költeményeiből. Franciából forditotta Bogdánffy Lajos. (53 l.) 1898
- 1068–1069. Echegaray József. Őrült vagy szent? Spanyolból forditotta Huszár Vilmos. (116 l.) 1898
- 1070. Heyse Pál. A sellő. Elbeszélés. Németből forditotta Szikrai Odo. (49 l.) 1898
- 1071. Kuthy Lajos. Egy iskolai kaland. Elbeszélés. (46 l.) 1898
- 1072–1075. Uchard Mario. Berthier Jaconda. Regény. Franciából forditotta Molnár Gyula. (221 l.) 1898
- 1076–1078. Csehov Antal beszélyei és rajzai. Az orosz eredetiből forditotta Ambrozovics Dezső. (167 l.) 1898
- 1079–1081. Berczik Árpád. Himfy dalai. Vigjáték 3 felvonásban, egy előjátékkal. (116 l.) 1898
- 1082–1089. Occioni Onorato. A latin irodalom története. A XII. kiadás után olaszból forditotta dr. Kiss E. (412 l.) 1898
- 1090–1101. Hardy Tamás. Otthon, a szülőföldön. Regény. Angolból forditották Békési Gyula és dr. Pallagi Aladár. (508 l.) 1898
- 1102–1103. Id. Dumas Sándor. Kean. Szinmű öt felvonásban. Franciából forditotta Rexa Rezső. (128 l.) 1898
- 1104–1105. Berczik Árpád. Mai divat. Vigjáték három felvonásban. (96 l.) 1898
- 1106. Dr. Csiky Kálmán. Werbőczy István és hármas könyve. (64 l.) 1898
- 1107–1110. Králjevics Markó. (Márk királyfi.) Délszláv népballadák a XIV. és XV. századból. Az eredetiből forditotta Margalits ...
- 1111–1113. Halbe Miksa. Földanyánk. Dráma öt felvonásban. Németből forditották gróf Battyhány Ervin és Voinovich Géza. (154 l.) ...
- 1114–1115. Pálffy Albert. A 63. sz. 1–gy. p. Beszély. (83 l.) 1898
- 1116. Kozma Andor. Arany László. Emlékbeszéd. (44 l.) 1899
- 1117–1118. Legifj. Szász Károly. Balogh hadnagy története. Elbeszélés. (132 l.) 1899
- 1119–1121. Richter Jenő. A szocialismus diadala utján. A 225. kiadás után németből forditotta Zigány Árpád. (158 l.) 1899
- 1122. Ouida. Egy flandriai kutya. Elbeszélés. Angolból forditotta Orlai Antal. (64 l.) 1899
- 1123–1125. Daudet Alfonz. Levelek egy elhagyott malomból. Franciából forditotta S. E. (146 l.) 1899
- 1126–1129. Wertheimer Ede. Az 1811–12-iki magyar országgyülés. Kiadatlan okiratok nyomán. (208 l.) 1899
- 1130. Tinódi Sebestyén. Budai Ali basa históriája. Jegyzetekkel kisérte Szilády Áron. (36 l.) 1899
- 1131–1132. Sophokles. A trachisi nők. Forditotta Csiky Gergely. 2. kiadás. (71 l.) 1899
- 1133–1135. Tompa Mihály népregéi. 1844–1860. (195 l.) 1899
- 1136–1137. Berczik Árpád. Postás Klári. Vig szinmű dalokkal három felvonásban. (98 l.) 1899
- 1138. Vörösmarty Mihály. Cserhalom. Egy énekben. 1825. (33 l.) 1899
- 1139–1141. Tompa Mihály regéi. 1845–1860. (188 l.) 1899
- 1142–1143. Berzeviczy Albert. A parlamentekről. Két népszerű előadás. (73 l.) 1899
- 1144–1146. Sudermann Herman. Keresztelő János. Tragédia öt felvonásban, előjátékkal. Németből forditotta Váradi Antal. (122 l.) 1899
- 1147. Kisfaludy Károly. Mátyás deák. Hűség próbája. Két vigjáték. (52 l.) 1899
- 1148–1152. Imre Sándor. A népköltészetről és népdalról. (247 l.) 1899
- 1153–1156. Márki Sándor. A középkor főbb krónikásai a magyarok honfoglalása koráig. (136 l.) 1899
- 1159–1160. Jánosi Gusztáv. Angol, francia és olasz költőkből. (104 l.) 1899
- 1161–1162. Riedl Frigyes. Magyarok Rómában. (71 l.) 1899
- 1163–1165. Faludi Ferenc versei. Összeszedte és jegyzetekkel kisérte Négyesy László. 6. kiadás. (182 l.) 1900
- 1166–1167. Riedl Frigyes. Péterfy Jenő. (84 l.) 1900
- 1168–1169. Stevenson Róbert Lajos. A franchardi kincs. Beszély. Angolból forditotta Angyal Dávid. (100 l.) 1900
- 1170. Petőfi Sándor. János vitéz. (1844.) (69 l.) 1900
- 1171–1182. Goethe. Faust. A tragédia második része. (572 l.) 1900
- 1183–1185. Patapenko N. J. Szerelem. Regény. Oroszból forditotta Ambrozovics Dezső. (249 l.) 1900
- 1186–1188. Arany János. Murány ostroma. (87 l.) 1900
- 1189. Delpit Albert. Lydia első fellépte. Elbeszélés. Franciából forditotta M. Gy. (53 l.) 1900
- 1190–1193. Shakspeare. III. Richard király. Forditotta Szigligeti Ede. Bevezette és jegyzetekkel kisérte Csiky Gergely. (230 l.) 1900
- 1194–1197. Shakspeare. A velencei kalmár. Forditotta Ács Zsigmond. Bevezette és jegyzetekkel kisérte Csiky Gergely. (178 l.) 1900
- 1198–1200. szám. Vörösmarty beszélyei és regéi. 1829–1837. (187 l.) 1901
- 1201–1204. szám. Shakespeare. A makrancos hölgy. Fordította Lévay József. Bevezette és jegyzetekkel kisérte Csiky Gergely. (183...
- 1205–1208. sz. Sudermann Hermann. A kivánság. Beszély. Németből fordította Voinovich Géza. (205 l.) 1901
- 1209–1211. sz. Einhard. Nagy Károly élete. Latinból fordította, bevezetéssel és névmutatóval ellátta Dékáni Kálmán. (100 l.) 1901
- 1212–1214. szám. Lenau Miklós. Faust. Költemény. Fordította Szomory Károly. (146 l.) 1901
- 1215–1217. sz. Schiller Frigyes. Tell Vilmos. Színmű 5 felvonásban. Fordította Palmer Kálmán. (147 l.) 1901
- 1218–1220. sz. Fraknói Vilmos. Egy pápai követ Mátyás udvaránál. (1488–1490.) (119 l.) 1901
- 1221–1224. sz. Arany János. Buda halála. Hún rege. (148 l.) 1901
- 1225–1227. szám. Aho János. Újabb forgácsok. A finn eredetiből fordította Popini Albert. (136 l.) 1901
- 1228–1229. szám. Sophokles. Ajas. Szomorújáték. Görögből fordította, bevezette és jegyzetekkel kisérte Csiky Gergely. (63 l.)
- 1230–1232. szám. Shakespeare. A Szent Iván-éji álom. Vígjáték 5 felvonásban. Fordította Arany János. Bevezette és jegyzetekkel ...
- 1233. szám. Arany János. Rózsa és Ibolya. Losonczi István
- 1234–1236. sz. Brieux Eugène. A vörös talár. Dráma 4 felvonásban. Fordította Zigány Árpád. (138 l.) 1901
- 1237. szám. Csató Pál. Megházasodtam. Vígjáték 3 felvonásban. (64 l.) 1902
- 1238–1241. szám. Angyal Dávid. Erdély politikai érintkezése Angliával. A mohácsi vésztől a szatmári békéig. (179 l.) 1902
- 1242. szám. Gyulai Pál. Három beteg. Beszély. (1850.) (55 l.) 1902
- 1243–1245. szám. Kisfaludy sándor. A Dárday-ház. Magyar nemesházi rajzolat 5 felvonásban. Császár Elemér bevezetésével. (150 l.) 1902
- 1246–1250. szám. Szvjetlov I. V. Az élet útjai. Regény 2 részben. Oroszból fordította Ambrozovics Dezső. (288 l.) 1902
- 1251–1252. szám. Becker F. Ágost. Rousseau J. J. (67 l.) 1902
- 1253–1254. szám. Schreiner Olivia. Halket Péter közkatona esete Mashonalandban. Elbeszélés. Angolból fordította Harasztiné Récs...
- 1255–1258. szám. Barabás Miklós emlékiratai. Közli Kézdi-Kovács László. (2137 l.) 1902
- 1259–1260. szám. Arany László. A magyar politikai költészetből. (76 l.) 1902
- 1261–1262. szám. Tolsztoi N. Leó gróf. Elbeszélések. Oroszból fordította Füredi F. Gusztáv. (99 l.) 1902
- 1263–1264. szám. Arany János. Katalin. Keveháza. Szent László füve. (68 l.) 1902
- 1265–1267. szám. Arany János. A nagyidai cigányok. (1851.) (79 l.) 1902
- 1268. szám. – Az első lopás. Jóka ördöge. (40 l.) 1902
- 1269–1270. sz. Nusics Braniszláv. Egy káplár emlékeiből. (Képek és rajzok a szerb-bolgár háborúból.) Szerbből fordította Skribi...
- 1271–1272. sz. Hall Caine. Utolsó gyónás. Elbeszélés. Angolból fordította F. L. (80 l.) 1902
- 1273–1274. szám. Földes Béla. A socialismus fejlődése napjainkig. (77 l.) 1902
- 1275–1280. sz. Ossian énekei az eredeti gael mértékben. Fordította Fábián Gábor, bevezetéssel kiadta Heinrich Gusztáv. (352 l.)...
- 1281–1282. szám. Sophokles. Philoktetes. Görögből fordította, bevezette és jegyzetekkel kisérte Csiky Gergely. (84 l.) 1902
- 1283–1284. sz. Gyulai Pál. Glück. – szerencse úr. Beszély. (1856.) (59 l.) 1902
- 1285–1286. szám. Regőczi (Exner) Győző. Réka gyásza. Költői elbeszélés. (55 l.) 1902
- 1287–1293. szám. Voltaire. XII. Károly története. Franciából fordította Pruzsinszky Pál. (362 l.) 1902
- 1294–1295. szám. Macaulay T. B. Az angol restauratio vígjátékairól. Angolból fordította dr. Wirtzfeld Béla. (89 l.) 1902
- 1296–1297. szám. Renan Ernő. Spinoza. Franciából fordította és jegyzetekkel kisérte Rácz Lajos. (52 l.) 1902
- 1298–1299. szám. Gorkij Maxim. Konovalov. Elbeszélés. Oroszból fordította Ambrozovics Dezső. (96 l.) 1902
- 1300–1304. szám. Vörösmarty Mihály. Zalán futása. (243. l.) 1902
- 1305. sz. Arany János. Vojtina levelei öccséhez. Vojtina Ars poétikája. (32 l.) 1902
- 1306–1307. sz. Sudermann herman Jolán esküvője. Beszély. (80 l.) 1902
- 1308–1311 szám. Shakspere. Romeo és Julia. Fordította Szász Károly. Bevezette és jegyzetekkel kisérte Csiky Gergely. (156 l.)
- 1312–1313. sz. Pulszky Ferenc. Deák Ferenc. Jellemrajz. 2. kiadás. (56 l.) 1904
- 1314–1318. szám. Katona József. Bánk bán. Dráma 5 szakaszban. Arany János jegyzeteivel és tanulmányával. 2. kiadás. (262 l.) 1904
- 1319. szám. Molière. A kénytelen házasság. Vígjáték 1 felvonásban. Franciából fordította Kazinczy Ferenc. (50 l.) 1904
- 1320–1323. szám. Shakspere. Hamlet, dán királyfi. Fordította Arany János. Bevezette és jegyzetekkel kisérte Csiky Gergely. (184...
- 1324–1330. sz. Fromentin Jenő. Domokos. Regény. Franciából fordította Harasztiné Récsi Jolán. (347 l.) 1904
- 1331–1335. szám. Legouvé Ernő. Az olvasás művészete. Szerző engedélyével fordította Feleki József. 2. kiadás. (168 l.) 1904
- 1336–1339. szám. Shakspere. János király. Fordította Arany János. Bevezette és jegyzetekkel kisérte Csiky Gergely. (128 l.) 1904
- 1340–1345. szám. Arany László. Magyar népmese-gyűjtemény. 3. kiadás. (300 l.) 1904
- 1346–1349. szám. Garay János balladái és életképei. (197 l.) 1904
- 1350–1352. sz. Keller Gottfried. Falusi Romeo és Julia. Fordította Elek Arthur. (120 l.) 1904
- 1353–1356. sz. Sandeau Gyula. La Seiglière kisasszony. Vígjáték 4 felvonásban. Franciából fordította Bürner Sándor. (123 l.) 1904
- 1357–1358. szám. Concha Győző. Brassai Sámuel emlékezete. (43 l.) 1904
- 1359. szám. Manuel Jenő költeményeiből. Franciából fordította Bogdánfy Lajos. (37 l.) 1904
- 1360–1361. szám. Lechat Henrik. A görög szobrászat. Franciából fordította Berkovics Miklós. (52 l.) 1904
- 1362–1363. sz. Haraszti Gyula. Duse Eleonora. (50 l.) 1904
- 1364–1367. sz. Bajza József költeményei. 6. kiadás. (197 l.) 1904
- 1368–1369. szám. Gobineau. J. A. gróf. A turkomán háború. Elbeszélés. Fordította Gy. H. (80 l.) 1905
- 1370–1376. szám. Graindorge F. Tamás. Párisi jegyzetek. Összegyűjtötte és kiadta Taine Hippolit. Fordította Mikolt
- 1377–1381. sz. Theuriet André. A rózsakirály. Regény. Fordította Gerő Attila. (228 l.) 1904
- 1382–1384. szám. Berczik Árpád. Miniszterválság. Eredeti vígjáték 3 felvonásban. (92 l.) 1905
- 1385–1387. szám. Szigligeti Ede. II. Rákóczi Ferenc fogsága. Eredeti történeti dráma 5 felvonásban. (93 l.) 1905
- 1388–1389. szám. Macaulay T. B. Goldsmith Olivér. –Bunyan János. Angolból fordította Aszalay Ödön. (77 l.) 1905
- 1390. szám. Ouida. A Petti-palotában. Jelenet. (Valódi történet.) Angolból fordította F. L. (55 l.) 1905
- 1391–1393. szám. Arany János. A nemzeti versidomról és az asszonanRDól. (72 l.) 1905
- 1394–1397. szám. Rousseau. J. J. Az emberek közötti különbségek. Franciából fordította Bogdánfy Ödön. (202 l.) 1905
- 1398–1399. szám. Avszjejenko G. V. Zsuzsánna kisasszony. Elbeszélés. (88 l.) 1905
- 1400–1403. sz. Fromentin Jenő. Rubens és Van Dyck. Franciából fordította dr. Erdey Aladár. (145 l.) 1905
- 1404. szám. Farkas László, dr. A nő az egészségügy szolgálatában és miss Nightingale. (62 l.) 1905
- 1405–1407. szám. Vörösmarty Mihály lyrai és vegyes költeményei. 1821–1855. (391 l.) 1905
- 1408–1410. szám. Berczik Árpád. Az udvari tanácsos. Vígjáték 3 felvonásban. (103 l.) 1905
- 1411–1412. sz. Korányi Frigyes. ifj. Egy új asszony levelei. Elbeszélés. (64 l.) 1905
- 1413–1416. szám. Ten Brink Bernát. Shakspere. Németből fordította dr. Berkovics Miklós. (155 l.) 1905
- 1417–1422. szám. Potapenko N. J. A maga emberségéből. Regény. Oroszból fordította Ambrozovics Dezső. I. kötet. (286 l.) 1906
- 1423–1426. sz. Henszlmann Imre. A képzőművészetek fejlődése. (144 l.) 1906
- 1427–1429. szám. Gobineau J. A. gróf. A samakai táncosnő. Franciából fordította dr. Szabó Károly. (96 l.) 1906
- 1430–1434. szám. Gyöngyösi István. Murányi Vénusz. 3. kiadás. Az első 1864-iki kiadás után sajtó alá rendezte, bevezette és jegyz...
- 1435–1436. szám. Gyulai Pál. az első magyar kómikus. –Egy anya. Elbeszélések. (68 l.) 1906
- 1437–1439. szám. Wolfner Pál, dr. Vázlatok a szabadelvűség történetéből. (115 l.) 1906
- 1440–1445. szám. Potapenko N. J. A maga emberségéből. Regény. II. kötet. Fordította Ambrozovics Dezső
- 1446–1449. sz. Machiavelli Miklós. A fejedelem. Olaszból fordította Orbán Dezső. (135 l.) 1906
- 1450. szám. Hartmann Móric költeményeiből szemelvények. A magyar szabadságharc német dalnoka. Fordította Kozma Andor. (40 l.) 1906
- 1451. szám. Gyulai Pál. Emlékezés Deák FerenRDe. (38 l.) 1906
- 1452–1453. szám. Istvánfi Pál Volter és Grizeldis. Bevezette és magyarázó jegyzetekkel kisérte Vende Ernő. (100 l.) 1907
- 1454–1456. szám. Ihering Rudolf. Küzdelem a jogért. Németből fordította dr. Szilassy Cézár. (107. l.) 1907
- 1457–1463. szám. MacDonagh Mihály. Az angol parlament szokásai, furcsaságai és humora. Angolból fordította Huszár Imre. (287 l....)
- 1464–1473. sz. Rogazzaro Antal. A szent. Regény. Olaszból fordította Vetési József. (493 l.) 1907
- 1474–1478. szám. Jókay Lajos. Ötven év előtt. Elbeszélés. (175 l.) 1907
- 1479–1480. sz. Stifter Adalbert. A kondor. Németből fordította B. K. (36 l.) 1907
- 1481–1485. szám. Voltaire. Candide vagy az optimismus. Franciából fordította Langer Ignác. (179 l.) 1907
- 1486–1488.szám. D'Amicis. Furio. Elbeszélés. Olaszból fordította Elek Arhur. (86 l.) 1907
- 1489–1494. szám. Sterne érzékeny utazásai. Fordította Kazinczy Ferenc. Bevezette és kiadta dr. Berki Miklós. (212 l.) 1907
- 1495–1497. szám. Taine Hippolyt. Balzac. Franciából fordította dr. Halasy Aladár. (115 l.) 1907
- 1498–1499. szám. Grillparzer Ferenc. A szendomiri kolostor. Németből fordította Győry Károly. (46 l.) 1907
- 1500–1502. szám. Balogh Jenő, dr. Nyomor és bűntettek. (89 l.) 1907
- 1503–1505. szám. Heine Henrik. Utazás a Harzban. Németből fordította Oláh Gábor. (100 l.) 1907
- 1506–1508. szám. Berczik Árpád. A pozsonyi diéta. Vígjáték 3 felvonásban. Kézirat gyanánt. (98 l.) 1907
- 1509–1512. szám. Taine Hippolyt Adolf. A görög művészet bölcselete. Fordította dr. Ferenczi Zoltán. 1908
- 1513–1515. szám. Erdélyi Zoltán. Vesztett boldogság. Verses regény. Az Akadémia által 1897-ben a Nádasdy-féle 100 aranyas díja...
- 1516–1518. szám. Rousseau J. J. kisebb műveiből. Franciából fordította Bogdánfy Ödön. (117 l.) 1909
- 1519–1520. szám. Péterfy Jenő. Aristophanes. (48 l.) 1909
- 1521–1522. sz. Andrássy Gyula gróf. Zrinyi Miklós a költő. (66 l.) 1909
- 1523–1524. szám. Heinrich Gusztáv. Magyar elemek a német költészetben. (60 l.) 1909
- 1525–1530. szám. Blasco Ibánez. Május virága. Regény. Spanyolból fordították Berki Miklós és Győri Károly. (272 l.) 1909
- 1531–1536. sz. Lafcadio Hearn. Kokoro. Angolból ford. Woida Margit. (258 l.) 1909
- 1537–1538. sz. D’Annunzio Gabriele. San Pantaleone és egyéb novellák. Fordította Balla Ignác. (69 l.) 1909
- 1539–1540. sz. Heine dalaiból. Fordította ifj. Szász Béla. (64 l.) 1909
- 1541–1543. szám. Concha Győző. Rulszky Ferenc. (104 l.) 1909
- 1544–1553. szám. Feuillet Oktáv. Szibill története. Regény. Fordította Concha Győző. (366 l.) 1910
- 1554–1558. szám. Szerb költőkből. Fordította Szászy István. (172 l.) 1910
- 1559–1562. szám. Tolsztolj Alekszej gróf. Rettenetes Iván cár halála. Szomorújáték 5 felvonásban. Dr. Kovács Ágoston közreműköd...
- 1563–1568. szám. Szilasi Vilmos. Platon. Tartalom és forma párhuzamossága dialogusaiban. (218 l.) 1910
- 1569–1571. sz. Szinnyei József, dr. A magyarság eredete, nyelve és honfoglaláskori műveltsége. (77 l.) 1910
- 1572–1576. szám. Berczik Árpád. Magyar tárcák. (174 l.) 1910
- 1577–1580. szám. Berzeviczy Albert. A természetfölötti elem Shakespeare színműveiben. (192 l.) 1910
- 1581–1587. szám. Arany János magyar irodalomtörténete. Közzéteszi és bevezetéssel ellátta Pap Károly (222 l.) 1910
- 1588–1590. szám. Csánki Dezső. Árpád vezér. Mátyás király. Két történelmi tanulmány. (117 l.) 1910
- 1591–1592. szám. Hugó Viktor. A kard. Költemény. Fordította és bevezette Vértesy Jenő. (60 l.) 1910
- 1593–1594. szám. Apuleius. Ámor és Psyche. Mese. Latinból fordította és bevezetéssel ellátta Csengery Antal. (68 l.) 1910
- 1595–1597. szám. Hedberg Tor. Apa és fia. Színdarab 5 felvonásban. Svédből fordította Szász Zsomborné. (96 l.) 1910
- 1598–1599. Riedl Frigyes: Gyulai Pál. 1911. 48 l.
- 1600–1607. Arany László: Magyar népmesegyüjtemény. 4. kiad. 1911. 302 l.
- 1608–1617. Castle Ágnes–Égerton: Rockhurst, avíg cimbora. Angolból ford.: Esty Jánosné. 1911. 311 l.
- 1618–1619. Örmény regék. Ford. és bevezetéssel ellátta: Gopcsa László. 1911. 71 l.
- 1620–1624. Barrie J. M.: Margaret Ogilvy. Angolból ford.: Haraszti Gyula. 1911. 178 l.
- 1625–1628. Lenau Miklós: Az albiak. Szabad versek. Ford.: Lővi József. 1911. 139 l.
- 1629–1630. Gyulai Pál: Arany János. Emlékbeszéd. 4. kiad. 1911. 56 l.
- 1631–1633. Lampérth Géza: A kompánia rózsája és egyéb kuruc történetek. 1911. 95 l.
- 1634–1636. Andersen. Az én életem meséje. Dán eredetiből ford.: Szeberényi Lajos Zs. 1911. 112 l.
- 1637–1640. Farkas Zoltán: Bajza József élete és művei. 1911. 167 l.
- 1641–1642. Görgei Artúr: Gazdátlan levelek. 1911. 58 l.
- 1643–1644. Neera: Az ördög palástja és egyéb novellák. Olasz eredetiből ford.: Balla Ignác. 72 l.
- 1645–1651. Maeterlinck Maurice: A méhek élete. Franciából ford.: Binder Jenő. 286 l.
- 1652–1653. Riedl Frigyes: Három jellemzés. (Toldy Ferenc, Greguss Ágost, Katona Lajos) 55 l.
- 1654–1656. Angyal Dávid: Gyulai Pál (1825–1909.) 106 l.
- 1657–1658. Kőnig György: Flaubert. 72 l.
- 1659–1661. Finn költőkből. Eredetiből ford.: Bán Aladár. 96 l.
- 1662–1665. Yolland Artúr: Charles Dickens élete és művei. 141 l.
- 1666–1668. Coppée Ferenc: A koronáért. Dráma 5 felvonásban. Ford.: Ábrányi Emil. 104 l.
- 1669–1671. Karl Lajos: Páris kövei. Történeti rajzok. 75 l.
- 1672–1675. Wlassics Gyula: Múzeumok és könyvtárak. A múzeumok és könyvtárak o...
- 1676–1677. Byron lord: Transformatio. (Deformed Transformed.) Dráma. Ford.: Mayné Marczali Erzsi. 1913. 80 l.
- 1678–1679. Schopenhauer Artúr: A zene esztétikája. Ford.: Bogát Adolf. 1913. 62 l.
- 1680–1683. Erkko János Henrik: Ajno. Színmű 5 felvonásban. Finnből ford.: Somkuti. 1913. 110 l.
- 1682–1684. Echegaray József: Folt, amely tisztít. Dráma 4 felvonásban. A spanyol eredetiből ford.: Patthy Károly. 2. kiad. 132 l.
- 1685–1688. Szigligeti Ede: Gritti. Eredeti szomorújáték 5 felvonásban. Kiadta: Morvay Győző. 1913. 168 l.
- 1689–1692. Fraknói Vilmos: Szilágyi Mihály. 1913. 134 l.
- 1693–1698. Boccaccio Giovanni: Fiametta. Olaszból ford.: Papp József. 1913. 249 l.
- 1699–1705. Ottó Ludwig: Ég és föld között. Elbeszélés. Ford.: Mildner Gyula. 1913. 320 l.
- 1706. Péterfy Jenő: Petőfi Sándorról. Németből ford.: Baróti Lajos. 28 l.
- 1707–1716. Carlyle Tamás: Sartor Resartus. Teufelsdröckh professzor élete és tanai. Angolból ford.: Tankó Béla. 387 l.
- 1717-1720. Joost van den Vondel: Lucifer. Szomorújáték 5 felvonásban. Hollandus eredetiből ford.: Nagy Zsigmond. 1913. 163 l.
- 1721–1722. Lenau Miklós: Don Juan. Drámai költemény. Ford.: Lővy József. 50 l.
- 1723–1725. II. József válogatott levelei. Ford.: Supka Géza. 96 l.
- 1726–1728. Strindberg: Utópiák a valóságban. Svédből: Leffler Béla. 114, 1 l.
- 1729–1731. Macaulay: William Pitt. Ford.: Kállay Béni. 104 l.
- 1732–1733. Gibbon: Konstantinápoly eleste 1453-ban. Ford.: Bozóky Alajos. 82 l.
- 1734–1736. Marlowe Kristóf: II. Edvárd király. Trag. 5 felv. Ford.: Rózsa Dezső. 117 l.
- 1737. Franklin Benjámin: A gazdagodás útja. Amint azt a szegény Richárd egy pennsylvániai kalendáriumban világosan megmutatja
- 1738–1741. Deák Ferencnek az 1861. évi országgyűlési két felirata. 159 l.
- 1742–1745. Márki Sándor: Történet és történetírás. 1914. 138 l.
- 1746–1749. Andrássy Gyula gróf: Bosznia okkupációjáról. Bevezette: Wertheimer Ede. 1914. 132 l.
- 1750–1751. Andrássy Gyula gróf: A száműzött Rákóczi. 60 l.
- 1752–1754. Molnár Antal: A zenetörténet szelleme. Előadás. 123 l.
- 1755–1759. I. Vilmos német császárnak és porosz királynak 90 válogatott írása. Ford.: Supka Géza. 1915. 238 l.
- 1760–1762. Motley John L.: Nagy Péter cár. Ford.: Herkner János. 1915. 85 l.
- 1763–1764. Angyal Dávid: A világháború okai. 1914. 59 l.
- 1765. Wlassics Gyula: A német világpolitika. 1915. 38 l.
- 1766–1767. Wekerle Sándor: A háború gazdasági következményei. 1915. 38 l.
- 1768–1769. Andrássy Gyula gróf: A jó béke céljai. 1915. 51 l.
- 1770–1771. Thallóczy Lajos: 1814–1914. 1915. 38 l.
- 1773–1775. Zangwill Izrael: Mary Ann. Vígjáték 4 felv. Ford.: Mihály Józsefg. 1915. 160 l.
- 1776–1777. Wieland: Nemes Geron. Költői elbeszélés. Ford.: Pitroff Pál. 1915. 48 l.
- 1778–1779. Prohászka Ottokár: Objektív ideálizmus. 44 l.
- 1780–1784. Boyesen H. Hjorth: Goethe Faustja. Ford.: Csiky Gergely. 1915. 184 l.
- 1785. Marczali Henrik: Italicae res. 1915. 45 l.
- 1786–1788. Ferentzi Magda: Macza. Elbeszélés. 1916. 128 l.
- 1789–1798. Milton János: Az elveszett paradicsom. Angol eredetiből ford.: Jánosi Gusztáv. 3. jav. kiad. 447 l.
- 1799–1805. Beccaria Cesare: Bűntett és büntetés. Ford. és bev.: Tarnai János. 2. átdolg. kiad. 191 l.
- 1806–1810. Marlowe Kristóf: A máltai zsidó. Tragédia. Ford.: Rózsa Dezső. 129 l.
- 1811–1913. Sebestyén Károly: Napnyugati séták. 1916. 90, 2 l.
- 1814–1816. Andrássy Gyula gróf: A magyarság és németség érdekszolidariása. 1916. 82 l.
- 1817–1820. Czuczor Gergely költeményei. 10 l.
- 1821–1824. Aristoteles poëtikája. Görögből ford., bevezetéssel és jegyzetekkel ell.: Geréb József. 1916. 108 l.
- 1825–1827. Cicero Marcus Tullius: Cato maior az öregségről. Ford.: Némethy Géza. 1916. 67 l.
- 1828–1831. Taine H.: Az eszmény a művészetben. Az École des beaux-arts-ban tartott előadások. Ford.: Harrach J. 3. kiad. 1917
- 1832–1834. Sienkievicz Henrik: Falusi tragédia. Szénvázlatok. Lengyel eredetiből ford.: Tomcsányi János. 1916. 100, 2 l.
- 1835–1836. Fluck András: A német birodalom alkotmánya. 1917. 70, 2 l.
- 1837–1832. Császár Elemér: Shakespeare és a magyar költészet. 1917. 265 l.
- 1843–1847. Kéky Lajos: Tanulmányok Arany János epikájáról. 1917. 123 l.
- 1848–1850. Halidé Edib Hanum: Az új Turán. Egy török nő végzete. Ford.: Siberfeld Jakab. 1917. 106 l.
- 1851–1853. Csánki Dezső: Az új magyar és úgynevezett közös címerekről. 1916. 71 l.
- 1854–1855. Molnár Antal: Beethoven. 1917. 38 l.
- 1856–1863. Váradi Antal: Elmult időkből. Cikkek és rajzok. 291 l.
- 1864–1866. Wlasics Gyula báró: A semlegesség a világháborúban. 89 l.
- 1867–1869. Tolsztoj Leo: Szergij atya. Ford.: Trócsányi Zoltán. 1917. 95 l.
- 1870–1872. Marlowe Kristóf: Doktor Faustus tragikus története. Ford.: Rózsa Dezső. 1912. 98 l.
- 1873–1877. Heinrich Gusztáv: A Don Juan-monda. 2. bőv. kiad. 1917. 98 l.
- 1878–1880. Joël Károly: A történelem észszerűsége. Ford.: Sas Andor. 1918. 63 l.
- 1881–1883. Fraknói Vilmos: A magyar országgyűlések befolyása a külpolitikára. 1918. 61 l.
- 1884–1887. Turgenjev Iván: Aszja. Orosz eredetiből ford.: Trócsányi Zoltán. 1918. 96 l.
- 1888–1893. Geréb József: Klasszikus világ és modern műveltség. 1918. 96 l.
- 1894–1902. Irk Albert: Nemzetközi jog. 1918. 179 l. 360
- 1903–1910. Heidenstam v. Verner: Szent György és a sárkány. Ford.: Leffler Béla. 1918. 168 l.
- 1911–1917. Réz Mihály: Külpolitikai tanulmányok: A hármasszövetség. – Olaszország albániai aspirációi. – Anglia Egyiptomban. – ...
- 1918–1922. Haraszti Gyula: Hogy írtak és beszéltek a régi franciák? 1920. 48 l.
- 1923–1946. Bellamy Edvárd: Visszapillantás 2000-ből 1887-ik évre. Regény. Ford.: Radványi Dániel. 3. kiad. 1920. 363 l.
- 1947–1952. Heinrich Gusztáv: A bolygó zsidó mondája. 2. jav. kiad. 1920. 70 l.
- 1953–1954. Molnár Antal: Bach és Händel zenéjének lelki alapja. Bevezető előadás egy hangversenyhez. 1920. 20 l.
- 1957–1966. Fest Sándor: Angolok Magyarországon a reformkorszakban. 1825–48. [1920.] 80 l.
- 1967–1980. Ybl Ervin: Az antik és modern művészet. [1920.] 96 l.
- 1981–2000. Puskin Sándor: Anyégin Eugén. Regény versekben. Oroszból ford.: Bérczy Károly. 6. kiad. 1920. 256 l.
- 2001–2008. Hegedüs Loránt: A magyar éjszaka. Politikai essay. Székfoglaló a Kisfaludy-Társaságban. 1920. 52 l.